# Armata Grossa
L'Armata Grossa fu una suddivisione della marina da guerra veneziana, denominata in lingua veneta Armada da mar. Questa, a partire dal 1666, fu suddivisa in due distinte sezioni: l'Armata Sottile, formata dalle navi lunghe, come le galee e le galeazze, e l'Armata Grossa dotata delle nuove navi a propulsione velica equipaggiate con cannoni posizionati su più ponti, come nei contemporanei vascelli inglesi, e destinate ad operare in mare aperto. 
La costruzione delle prime due unità, denominate Giove Fulminante e Costanza Guerriera, fu autorizzata dal Senato della Repubblica di Venezia nel 1665, e le due navi vennero varate nel 1668.

## Storia

Bandiera della Serenissima Repubblica di Venezia usata dal doge Domenico II Contarini tra il 1659 e il 1675

Il nucleo principale dell'Armada da mar veneziana fu, per molto tempo, costituito dalle galee e dalle galeazze dotata di propulsione mista a remi e a vela latina, ed ebbe il suo massimo impiego durante la Battaglia di Lepanto, dove la squadra navale veneziana, agli ordini del Capitano generale da mar Sebastiano Venier arrivò a contare ben 109 galee e 6 galeazze.
Durante il conflitto che contrappose la Repubblica di Venezia al Viceré di Napoli, Pedro Téllez-Girón y Velasco Guzmán y Tovar Duca di Osuna, tra il 1617 e il 1620, l'Armata Sottile, composta da galee e galeazze, si trovò ad affrontare i galeoni ispano-napoletani che penetrarono nel Mare Adriatico. Il Senato decise allora di noleggiare navi mercantili veneziane di grandi dimensioni, e dato che il loro numero era insufficiente se ne reperirono all'estero una trentina, due terzi olandesi ed un terzo inglesi. Queste navi formarono il primo nucleo dell'Armata Grossa, che andò ad affiancarsi all'Armata Sottile durante le operazioni belliche nel basso Adriatico e trasportando truppe per contrastare la minaccia portata dagli Asburgo sulle frontiere terrestri.
Nel 1645, con l'inizio della guerra di Candia che contrappose la Repubblica all'Impero ottomano, il numero delle navi di grandi dimensioni noleggiate arrivò al numero di circa quaranta, e rimase elevato per tutta la durata della guerra. Le unità dell'Armata Grossa riuscirono a bloccare, insieme alle similari unità olandesi ed inglesi, lo stretto dei Dardanelli provocando la caduta del sultano Ibrahim I, che fu deposto ed assassinato, ed a cui successe il figlio Mehmed IV.
Il costo dei noli durante la guerra di Candia raggiunse la ragguardevole cifra di 17 milioni di ducati, di cui gran parte destinata all'affitto delle navi mercantili armate.

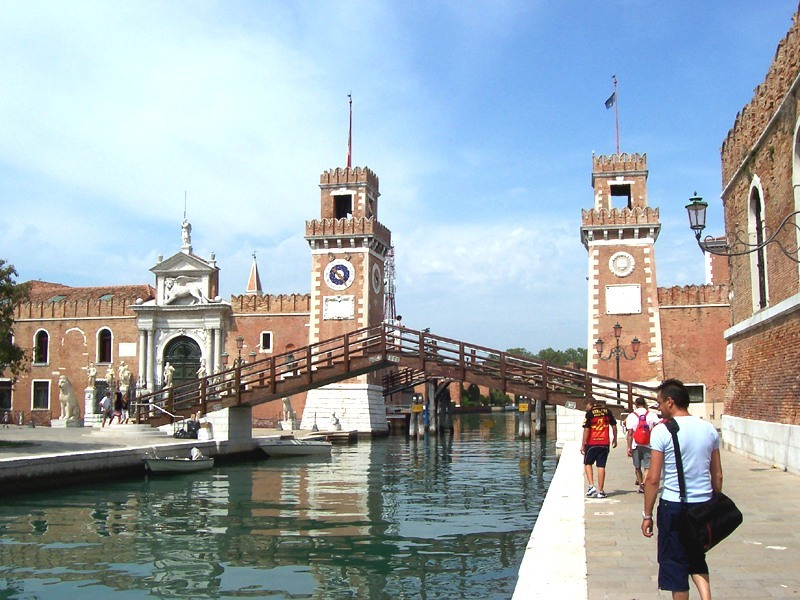
L'ingresso dell'Arsenale di Venezia

### La costituzione dell'Armata Grossa
Nel 1651, durante la battaglia di Paro, comandata da Leonardo Mocenigo la flotta veneziana catturò tre grandi navi turche che furono trasferite a Venezia per effettuare i lavori di ripristino, andando poi a costituire l'anno successivo il primo nucleo dell'Armata Grossa permanente, formata da “navi pubbliche”. Principale sostenitore di una marina da guerra statale fu Lazzaro Mocenigo, ma la sua morte, avvenuta nel 1657, portò ad un rallentamento considerevole del progetto.
Le poche navi catturate ai turchi non garantivano di coprire le necessità dell'Armada, oltre al fatto rappresentato dal notevole costo dei noleggi, che non sempre era possibile effettuare, e delle notevoli differenze tra le navi mercantili armate e i vascelli da guerra espressamente progettati per questo scopo emerse durante la Seconda guerra anglo-olandese, quando le flotte iniziarono a scontrarsi adottando la cosiddetta "linea di fila", portarono nel 1666 il Senato a decidere di costruire due vascelli da 64 cannoni presso l'Arsenale.

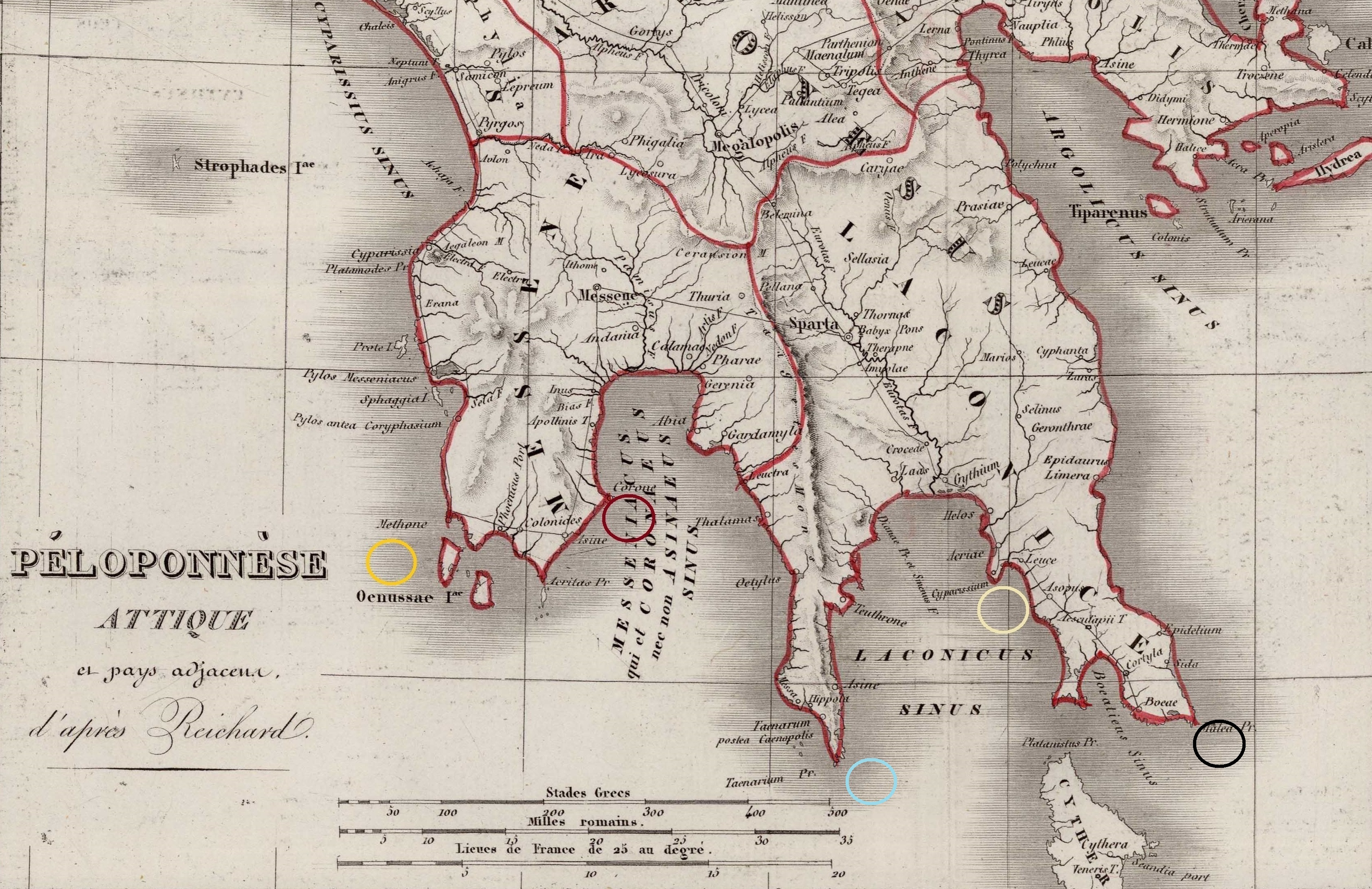
Battaglia di Matapan Mappa

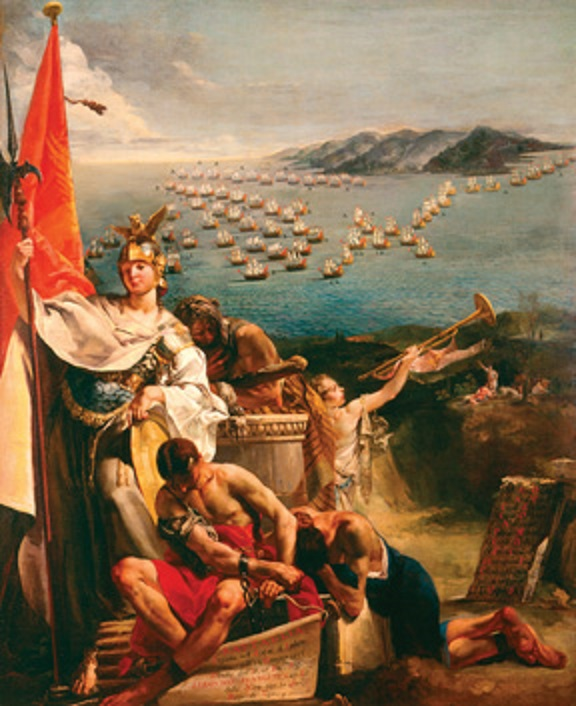
Battaglia di Imbros o Matapan. Giovanni Raggio. Joslyn Art Museum

Va notato come l'armata grossa fosse dotata, fino al varo del Giove fulminante e della Costanza guerriera nel 1667-1668, di naviglio classificabile come "galeone", mentre dopo tale data si vararono navi che appartenevano alla tipologia, più moderna, del "vascello". I galeoni erano stati già molte volte sperimentati dalla cantieristica veneziana sin dal primo '500, ma erano stati giudicati piuttosto male nel XVI secolo, e non ben accolti nemmeno nel XVII, potevano navigare bene di conserva con le galere e le galeazze, ma avevano cattive caratteristiche di navigazione con il vento al traverso. Anzi, se caricati di un armamento pesante, sovente si ribaltavano ed affondavano rapidamente. Era accaduto ad un galeon grande, varato nel 1558 ed affondato all'imboccatura di Malamocco per un improvviso colpo di vento nel viaggio inaugurale, proprio come capitò al Vasa nel 1628, per questo motivo i pochi galeoni costruiti nel '600 all'Arsenale di Venezia (come il Padre Eterno del 1617) imbarcavano meno artiglieria delle similari unità straniere, per misura prudenziale. Con il Giove Fulminante invece si provò a fare un'unità molto differente, chiamato all'epoca "nave a batteria" con linee di carena completamente differenti da quelle (ancora simili alle galere) del galeone, in particolare  (anche grazie ad un diverso metodo di zavorramento) la parte immersa dello scafo passò da 3-3,5 m a 6 m circa, mentre il rapporto immersione/lunghezza dello scafo passò dal 8-10% dei galeoni al 13% circa dei vascelli. Si ottennero dunque unità molto più stabili come batteria d'artiglieria, capaci di reggere meglio i colpi di vento laterali improvvisi e con cannoni posti leggermente più in alto rispetto alla linea di galleggiamento. Inoltre scafi più stabili e capienti, oltre a permettere l'immagazzinamento di maggiori scorte di cibo ed acqua, permisero anche di montare un piano velico più ambizioso, con tre alberi formati da tre fusi maggiori, ognuno dotato di almeno una vela, mentre i galeoni spesso avevano alberi di solo due fusi maggiori. Si trattò di alcuni dei primi "veri" vascelli, anzi forse dei primi in assoluto che rispettavano le forme di scafo che sarebbero divenute dominanti negli anni '70-'90 del XVII secolo; in quegli anni infatti Venezia fu all'avanguardia della progettazione navale, anche perché la seconda metà del '600 vide la Serenissima repubblica quasi costantemente impegnata in duri conflitti con l'impero Ottomano e la sua potente marina.
A queste prime due unità ne seguirono, tra il 1672 e il 1674, altre quattro più piccole, armate con 44-50 cannoni. Nel 1675, a causa dell'aggressiva politica navale francese nel Mar Mediterraneo, e dalla nuova tattica navale adottata dai pirati barbareschi, che ora agivano in formazioni composte contemporaneamente da un numero variabile da sei e fino a otto navi, il Senato approvò un nuovo piano di costruzioni.
Questo piano d'emergenza portò alla costruzione di nove navi, cui ne seguirono altre sei nel 1679, ed inoltre fu presa la decisione di ristrutturare gli scali coperti dell'Arsenale al fine di potervi realizzare, al posto delle galee, i nuovi vascelli. Quest'ultima decisione consentì di impostare, ed eventualmente conservare, fino ad un massimo di tredici navi contemporaneamente.
La costruzione di questo importante nucleo navale, che il Senato riteneva avesse dato alla flotta veneziana la superiorità su quella ottomana, portò la Serenissima Repubblica a dichiarare, per la prima volta nella sua millenaria storia, guerra all'Impero ottomano nel 1684. Lo spostamento delle priorità dal contenimento dei francesi e dei pirati barbareschi all'azione contro l'Impero ottomano fu dovuto alla relazione presentata dal Bailo Giacomo Querini al suo ritorno da Istanbul.

### Le due guerre di Morea
A partire dal settembre 1683, durante le fasi iniziali della guerra di Morea, guidati da Francesco Morosini, l'Armada schierò inizialmente tredici vascelli rinforzati con l'affitto di due navi mercantili armate. Le prime due battaglie contro la flotta ottomana portarono ad altrettanti successi e consentirono la conquista dell'isola di Chio, ma non diedero l'auspicata vittoria strategica. A partire dal 1690 la flotta ottomana iniziò a dotarsi di propri vascelli di linea,  costruendone circa 20 in pochi anni, che a partire dal 1694 incominciarono ad opporsi alle navi dell'armata Grossa dando vita a numerose azioni navali che portarono i veneziani ad abbandonare l'isola di Chio nel febbraio 1695.
Nel 1696 fu deciso dal Senato che le navi appartenenti all'Armata Grossa avrebbero adottato la seguente colorazione: corallo per la prua, i capodibanda, la poppa, le porte dei fanali e gli intagli, rosso per i portelli dei cannoni, e doratura in oro per il leone a prua e le figure scolpite a poppa.
Tra il 1695 e il 1698 le due flotte, composte da circa una trentina di navi ciascuna, combatterono nove volte, senza mai arrivare ad un risultato definitivo, e la guerra terminò con la Pace di Carlowitz.

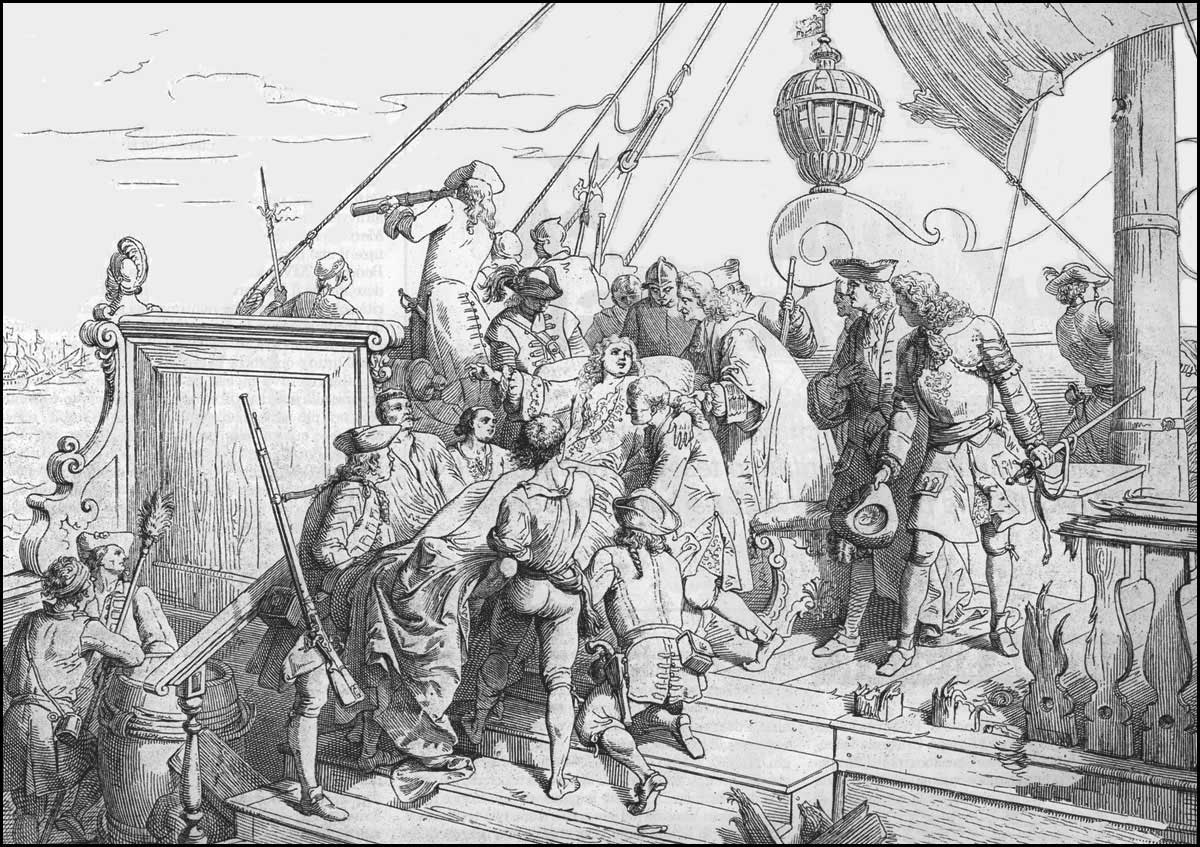
La morte dell'Ammiraglio Lodovico Flangini a bordo del Leone Trionfante il 22 giugno 1717. Disegno di Giuseppe Gatteri (1829-1884)

Quindici anni dopo l'Impero ottomano riprese nuovamente l'offensiva, ma l'Armata Grossa di stanza a Corfù, che negli anni della pace svolse ridotta attività navale e versava in uno stato di approntamento precario, non riuscì inizialmente a contenere le azioni dei turchi.
Il 9 dicembre 1714 l'Impero ottomano dichiarò nuovamente guerra alla Repubblica di Venezia e riconquistò il Peloponneso. Durante la settima guerra turco-veneziana l'Armata Grossa combatte a Corfù (8 luglio 1716) e poi tra Monte Santo e l'isola di Strati (16-17 giugno 1717) sotto gli ordini del nuovo Capitano Straordinario delle Navi Lodovico Flangini. Il Flangini suddivise per la prima volta l'Armata Grossa in tre divisioni, la “Rossa” (al diretto comando del Flangini, e composta da 9 vascelli,), la “Gialla” (al comando di F. Correr, e composta da 8 vascelli) e la “Blu” (al comando di M. Diedo, e composta da 9 vascelli)
Dopo la morte del Flangini, e la sua sostituzione con Marcantonio Diedo, la flotta si portò nei Dardanelli combattendo nella grande battaglia di Capo Matapan (19 luglio 1717) che costrinse la flotta turca a ritirarsi dall'Egeo, ma anche in questo caso la mancanza di una definitiva vittoria portò la flotta veneziana a ritirarsi nello Ionio, schierandosi a protezione di Corfù.
Con la firma della pace, avvenuta nel 1718, le unità dell'Armata Grossa svolsero un ruolo essenziale nella difesa di ciò che restava dello Stato da Mar della Repubblica, costituendo in quegli anni la più potente forza navale presente nel Mediterraneo.

### Classificazione dei ranghi tra le navi veneziane

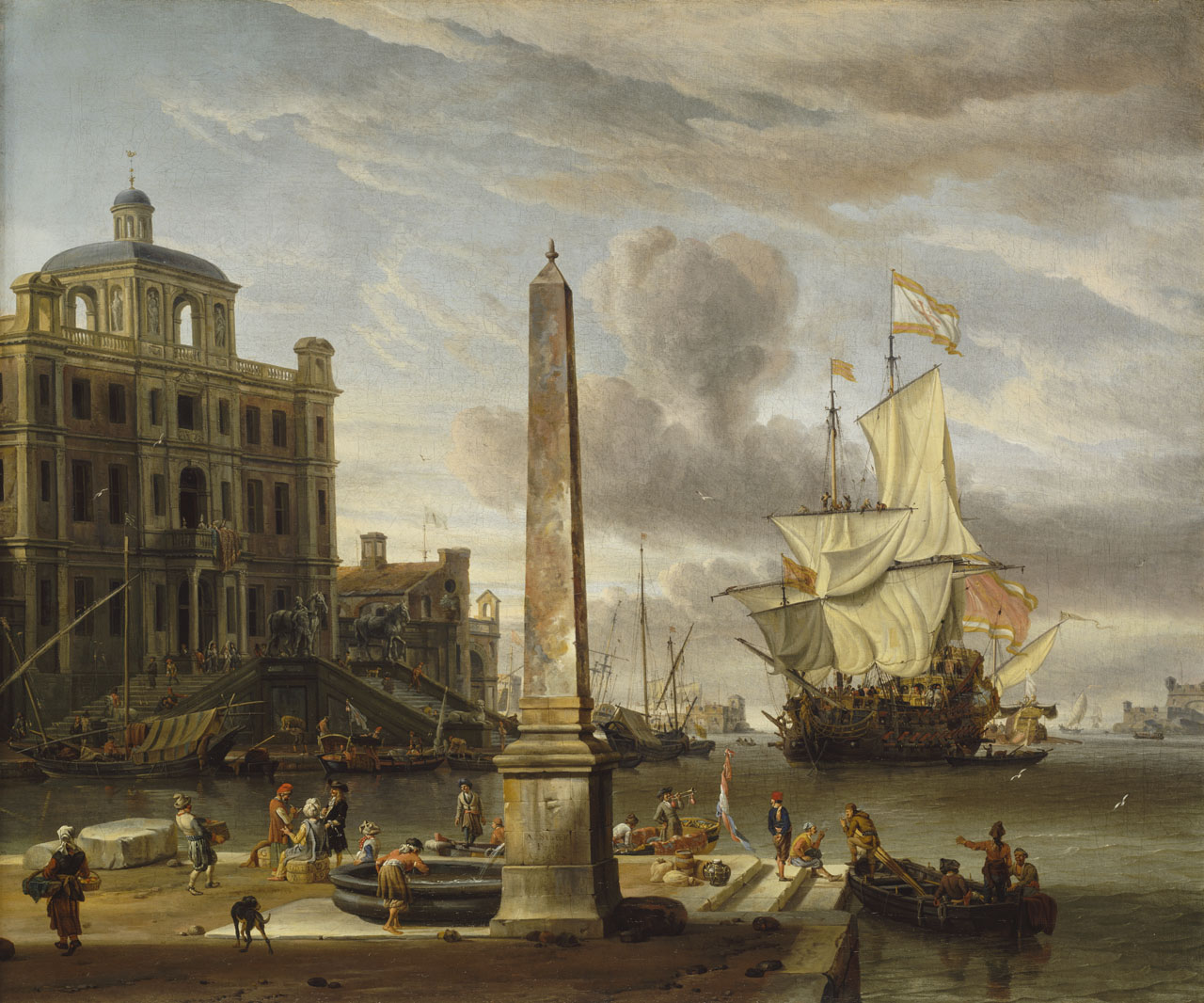
Capriccio di un porto italiano, di Abraham Storck, 1665. Sulla bandiera di prua del vascello a destra si riconosce il Leone di San Marco, mentre quella sull'albero di maestra indica il trasporto di pellegrini dalla Terra santa.

Le navi veneziane, similmente a quelle di altre marine, venivano classificate in ranghi differenti, la classificazione era però molto differente da quella della marina britannica (che nel corso del '700 divenne dominante, anche in sede storiografica, oscurando quelle di altre marine, come quella Olandese) e cambiò nel corso del tempo.
Uno dei motivi della marcata differenza tra la marina veneziana e quella britannica era dovuta ai fondali del porto di Venezia, molto più bassi di quelli di altri cantieri navali, che costrinsero la marina veneziana a far affidamento solo su vascelli a due ponti, scartando per motivi di pescaggio i vascelli a tre ponti e i due ponti più grandi.
Verso il 1689 la marina veneziana, basata sui vascelli a due ponti, ed era suddivisa tra:
- Vascelli di primo rango, da 66 a 80 cannoni (in genere 70, nel 1666 anche i classe Giove fulminante, da 62 cannoni, furono classificati come "primo rango")
- Vascelli di secondo rango da 52 a 64 cannoni
- Vascelli di terzo rango da 40 a 52 cannoni (sempre a due ponti)

A Venezia, nel '600, le fregate non erano classificate.
Verso il 1720 (anche se esistono casi di sovrapposizione tra le due classificazioni) la nomenclatura della classificazione veneziana fu modificata; e così composta:
- 1° rango tra i 68 e i 76/80 cannoni (in genere comunque 70)
- 2° rango tra i 54 e i 66 cannoni, poiché destinati anche alla scorta e al pattugliamento erano definiti anche "fregate grosse"
- 3° rango da 40 a 52 cannoni in uno o due ponti (detti anche "fregate")
- fregatine, analoghe alle fregate delle altre marine, con 40 cannoni al massimo (ma in genere meno) su un unico ponte di batteria

La maggior parte dei vascelli veneziani fu classificata "di primo rango" ed aveva una settantina di cannoni, limitandoci a quelli varati dopo il 1690 (quando la nomenclatura in ranghi iniziò a stabilizzarsi) erano i classe San Lorenzo Zustinian (29 vascelli in 3 serie tra il 1690 e il 1746). i classe Corona (non replicato del 1711 con 76 cannoni, il più grande fino alla "classe 1780") i classe Leon Trionfante (16 vascelli in 3serie costruttive, tra il 1716 e il 1780, uno d questi, incompleto, fu distrutto in arsenale nel 1797), i classe San Carlo Borromeo (6 vascelli, 2 soli varati tra il 1741 e il 1793, 4 distrutti in arsenale dai francesi nel 1797) e i "classe 1780" (mai varati dalla repubblica, impostati nel 1782, 1 varato dai francesi, 3 distrutti sugli scali). I vascelli di secondo rango (varati dopo il 1690) furono invece appartenenti alle classi Fede Guerriera (4 vascelli tra il 1695 al 1714), classe San Spiridon (6 vascelli varati tutti nel 1718, anche se tecnicamente potevano essere classificati di terzo rango perché erano armati con 58 o 60 cannoni), classe Sant'Andrea (3 unità tra il 1724 e il 1743), classe  San Michele Arcangelo (5 unità varate tra il 1743 e il 1773), classe Speranza (2 unità varate tra il 1752 e il 1757), classe Vigilanza (3 unità varate tra il 1757 e il 1778) e i classe Fama (6 unità, variante "definitiva" con 66 cannoni, 3 furono varate tra il 1784 e il 1797, 3 furono distrutte sugli scali dai francesi). Molte "fregate grosse" di secondo rango potevano essere armate con una quarantina di cannoni e poi, previo ritorno in arsenale, arrivare ad una sessantina di pezzi. Le unità di terzo rango a due ponti varate furono piuttosto poche (anche perché considerate inadeguate per la linea di battaglia), e nel corso del '700 vi fu una certa confusione tra il tipo del vascello di 3° rango e la fregata, mentre a fine secolo erano varate come fregate (un tipo leggero da 32 cannoni classe Cerere, uno medio-pesante da 38 classe Palma, e uno da 44, che fu però varato dai francesi). Va anche aggiunto che la tipologia della fregata fu poco impiegata nel primo '700 da Venezia (anche perché, similmente ad altre marine mediterranee, affiancata nel tipo di servizio dagli sciabecchi e dagli sciabecchi rotondi, oltre che, nei pattugliamenti, dalle residue e ancora numerose galere della squadra sottile), mentre molte unità di questo tipo (ben 7 unità) erano in preparazione nel 1797. Inoltre diverse unità di terzo rango erano utilizzate come unità ausiliarie delle flotte da guerra.

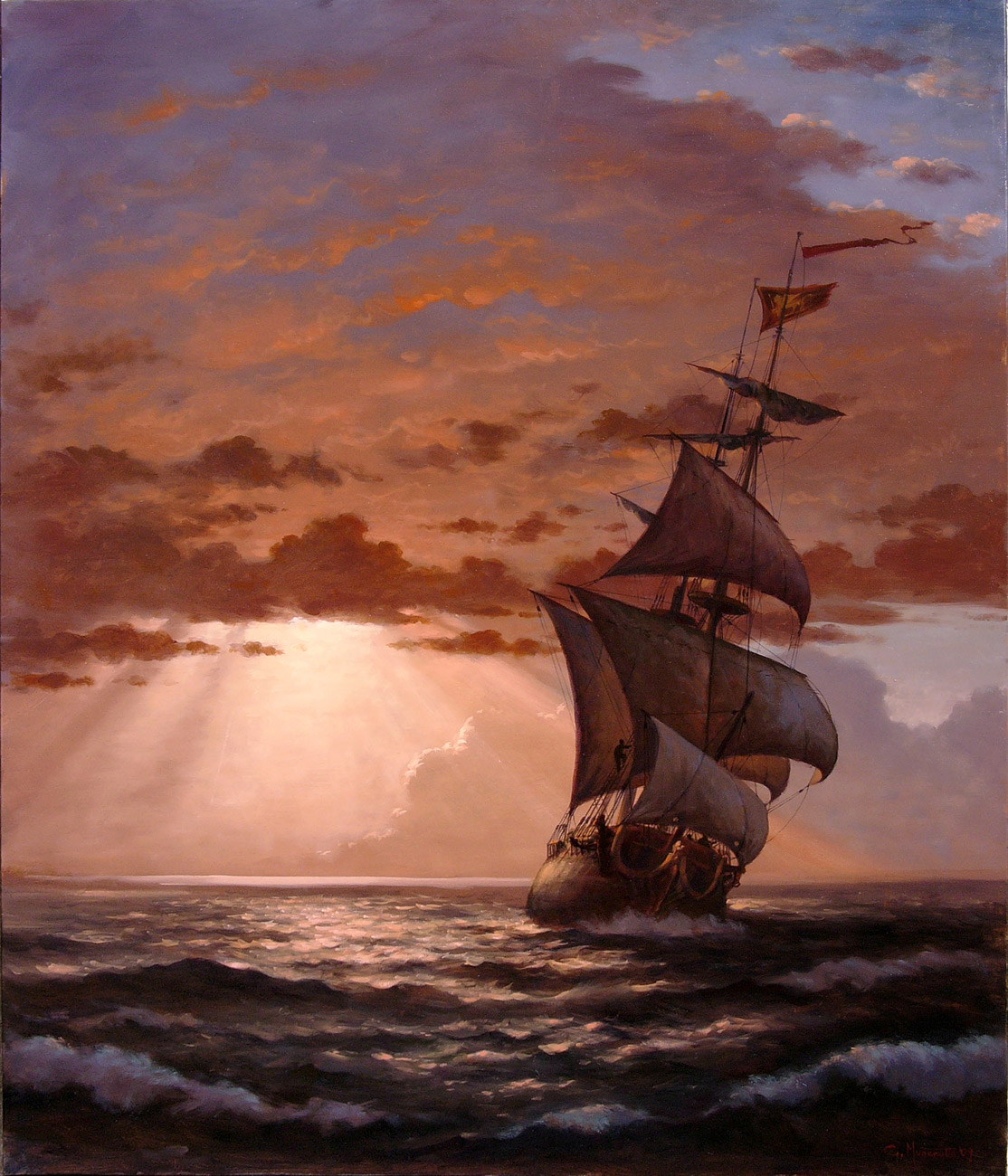
Fregata veneziana da 30 cannoni di ritorno dal Levante. Gianfranco Munerotto

A titolo di paragone la marina britannica, dagli anni '30 del '700, classificava le proprie unità così:
- I° rango: 100 cannoni o più, su 3 ponti
- II° rango 82 cannoni o più, su 3 ponti
- III° rango, da 62 a 80 cannoni, su 2 ponti (tipologia in cui rientrava quasi l'intera marina veneziana).
- IV° rango 44-60 cannoni, su 2 ponti
- V° rango (fregate pesanti) 32-42 cannoni su un solo ponte
- VI° rango (fregate leggere) 20-30 cannoni su un solo ponte
- sloop of war (o "non classificate") qualsiasi legno con 18 cannoni o meno.

Va però aggiunto che la predilezione per il III° rango britannico (paragonabile al 1° rango veneziano) era diffusa in tutte le marine dell'epoca, anzi la marina francese tra il 1730 e il 1770 varò pochissime unità a tre ponti, concentrando la sua intera cantieristica (oltre che su un numero relativamente limitato di fregate) su 3 tipologie di due ponti, gli "80 cannoni", i "74 cannoni" e i "64 cannoni" (che erano i più simili per prestazione ai vascelli veneziani). La marina olandese, inoltre, smise di varare vascelli a tre ponti nel corso del '700. I vascelli a tre ponti erano più grandi, lenti e con pescaggio superiore a quelli a due ponti, anche se portavano un armamento più pesante ed erano notevolmente più difficili da abbordare (un vantaggio che gli ottomani seppero sfruttare nelle loro guerre, anche contro Venezia). I due ponti risultavano, in genere, più veloci, manovrieri, di minor pescaggio, e in molte marine (ma non in quella Veneziana) armati in maniera molto pesante, tanto che nel corso del '700 la differenza di armamento si fece sentire meno.

### Punti di forza e di debolezza della cantieristica e dell'armata grossa veneziana nel '700.
L'armata grossa veneziana divenne la componente più importante della marina veneziana già durante la guerra di Morea, anche se il senato veneziano continuava ad attribuire una grande importanza alle galere, e ad imbarcare il più alto ufficiale (il capitano generale del Mar) su galere bastarde; dopo il 1718, anche se il capitano generale del Mar (che in tempo di pace diventava provveditor general del Mar) doveva ancora imbarcarsi, in teoria, su una galera bastarda, il suo ruolo divenne sempre più quello di un alto ufficiale dedito alla pianificazione strategica, basato in genere a Corfù. Già questo elemento chiarisce quanto fosse alta la considerazione per galere e galeazze nell'aristocrazia veneziana, e quanto fosse difficile per i vascelli raggiungere un prestigio paragonabile, per quanto sin dalla metà del '600 fosse chiaro che i velieri fossero militarmente più utili e importanti delle unità sottili. Anzi in molte battaglie della seconda metà del '600 e in tutte quelle del primo '700 le galere, invece di essere una forza utile, sia pure ausiliaria alla flotta, divennero una zavorra, che costringeva i vascelli veneziani a combattere con le unità turche tenendo d'occhio le proprie unità sottili, per impedire che i vascelli turchi riuscissero a raggiungerle e a farne strage.

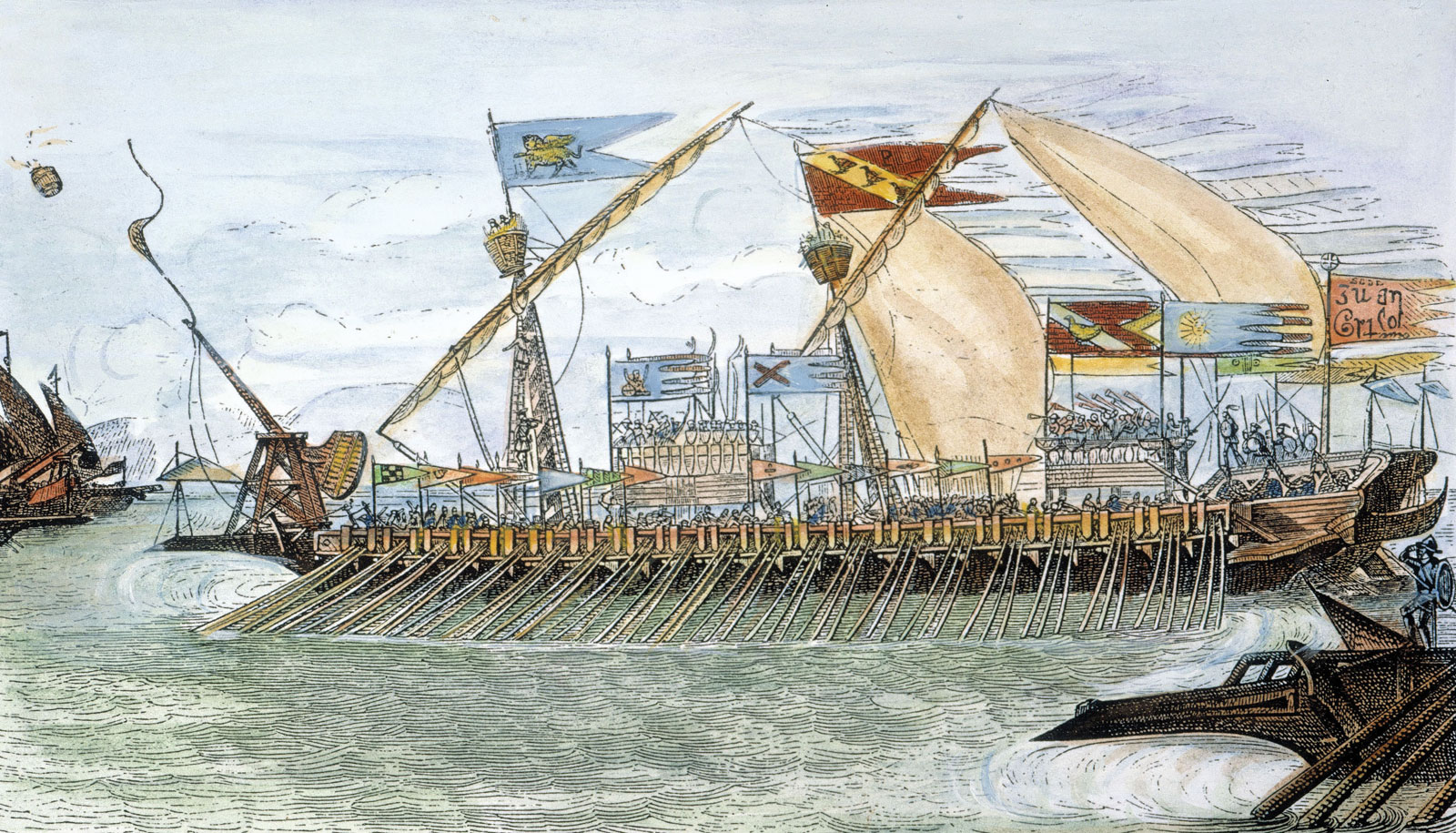
Galea Veneziana a Curzola

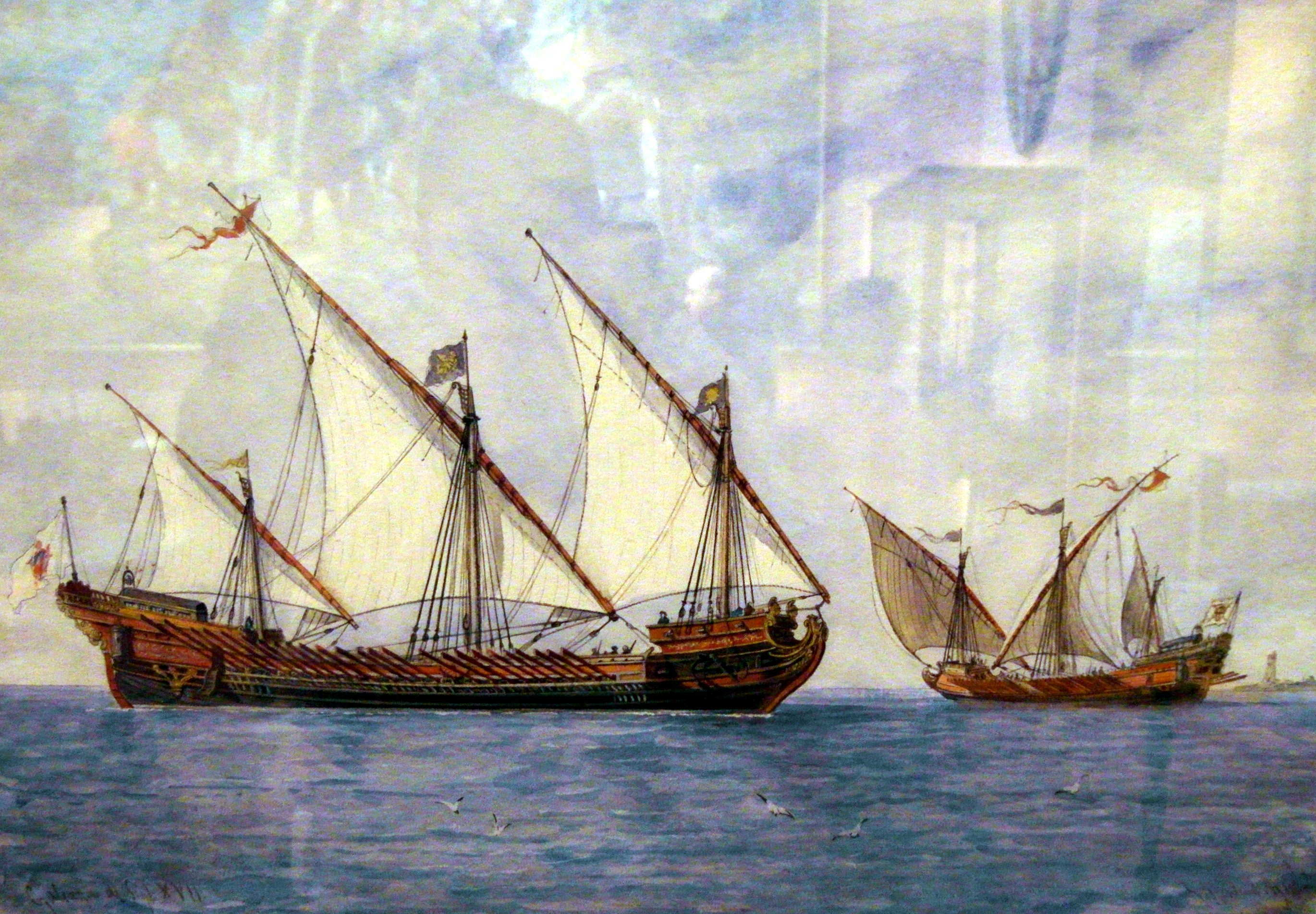
Galeazza Veneziana inizio secolo XVI. Museo Navale di Madrid

Se nel '600 la progettazione dei vascelli veneziani fu spesso, specie all'inizio, all'avanguardia, nel corso del secolo successivo si svilupparono alcune problematiche che resero la progettazione e costruzione di vascelli e fregate veneziani molto peculiare nel panorama Europeo, con elementi di forza e di debolezza differenti da quelli di altre marine.
Un primo problema è relativo alla consistenza della marina: il numero di navi disponibile è indicativo di una forza reale, ma relativamente in declino: per esempio nel 1711, anno di premobilitazione, esistevano in mare 8 vascelli da 70 cannoni,5 di 2° rango da 60 cannoni circa e 3 di 3° rango da 50 circa, per un totale di 16, tutti a due ponti. In disarmo vi erano 5 vascelli, che però erano molto rovinati e "da disfare", mentre 3 altri vascelli, tutti da 60 cannoni circa, erano alla concia e ai lavori. Il totale complessivo era quindi di 19 vascelli in buono stato e 5 rovinati ma ancora utilizzabili per compiti ausiliarii. Altri 8, un numero molto elevato (pari al 50% delle unità in mare, mentre nelle altre flotte difficilmente si arrivava a superare il 10-15%) invece erano in vari stadi di lavorazione in arsenale, solo uno di questi (il Corona, forse il miglior vascello del primo '700, o quantomeno il meglio armato) era quasi completato, mentre uno (il Trionfo) era appena stato cominciato.
L'arsenale rimaneva un'industria ben sviluppata, con buone maestranze (quasi 2.000 uomini, più dei marinai imbarcati sulla marina da guerra veneziana in molti anni di pace), ma non era capace, da solo, di pareggiare le capacità cantieristiche dell'Impero Ottomano o delle grandi potenze atlantiche. Nel periodo compreso tra il 1689 e il 1698 (cioè nel cuore della prima guerra di Morea) erano stati varati 19 vascelli di vario dislocamento e armamento. A titolo di confronto nel periodo compreso tra il 1689 e il 1698 l'Olanda varò 8 vascelli a tre ponti, 31 a due ponti con un armamento superiore ai 60 cannoni e 39 con un armamento compreso tra i 36 cannoni (fregate) e i 60 (totale 78); il Regno Unito (esclusa la Scozia, che varava pochissime fregate) mise in mare 4 vascelli a tre ponti, 23 a due ponti con più di 60 cannoni, e 42 con un armamento compreso tra i 36 e i 60 cannoni (totale 69); la Francia varò ben 25 vascelli a tre ponti (un tipo di naviglio che in seguito scomparirà quasi completamente nella marina francese), 14 a due ponti, e 31 tra fregate e vascelli leggeri a due ponti con meno di 60 cannoni (totali 74). Venezia era quindi dotata di una marina discreta, ma ben distanziata da quella delle grandi potenze atlantiche. L'impero ottomano nel primo '700 fantasticò di una flotta di 100 vascelli, anche se difficilmente riusciva a metterne in linea più di 30, si trattava però di unità anche a tre ponti con un centinaio di pezzi, e sempre in mare, non in cantiere o lasciate in disarmo nei porti. La relatività navale a metà settecento era ancora più sfavorevole alla repubblica, nel 1765 il regno di Francia (da poco duramente sconfitta nella guerra dei 7 anni e in periodo di pace), ovvero la maggiore potenza navale (almeno in parte) mediterranea, disponeva di 1 vascello con più di 100 cannoni, 1 tre ponti con più di 90 cannoni, 3 due ponti da 80 cannoni, 22 due ponti da 74 cannoni, 24 due ponti da 64 cannoni, 8 due ponti da 50-56 cannoni, 14 fregate leggere, 7 fregate pesanti, per un totale di 59 vascelli, 21 fregate, ovvero 80 navi da guerra, che salirono nel 1780, in piena guerra d'indipendenza statunitense, a ben 70 vascelli e 57 fregate. Nel medesimo 1765 la marina veneziana disponeva di 12 vascelli e fregate in mare, e di ben 18 unità in cantiere, di cui 3 quasi terminate, mentre nel 1780 i vascelli in acqua erano solo 10, e quelli in cantiere erano 12. L'unità Veneziana più grande disponeva, in entrambi i casi, di soli 70 cannoni (nel 1780 la marina francese disponeva di ben 12 unità con 80 cannoni o più e di ben 33 da 74 cannoni).

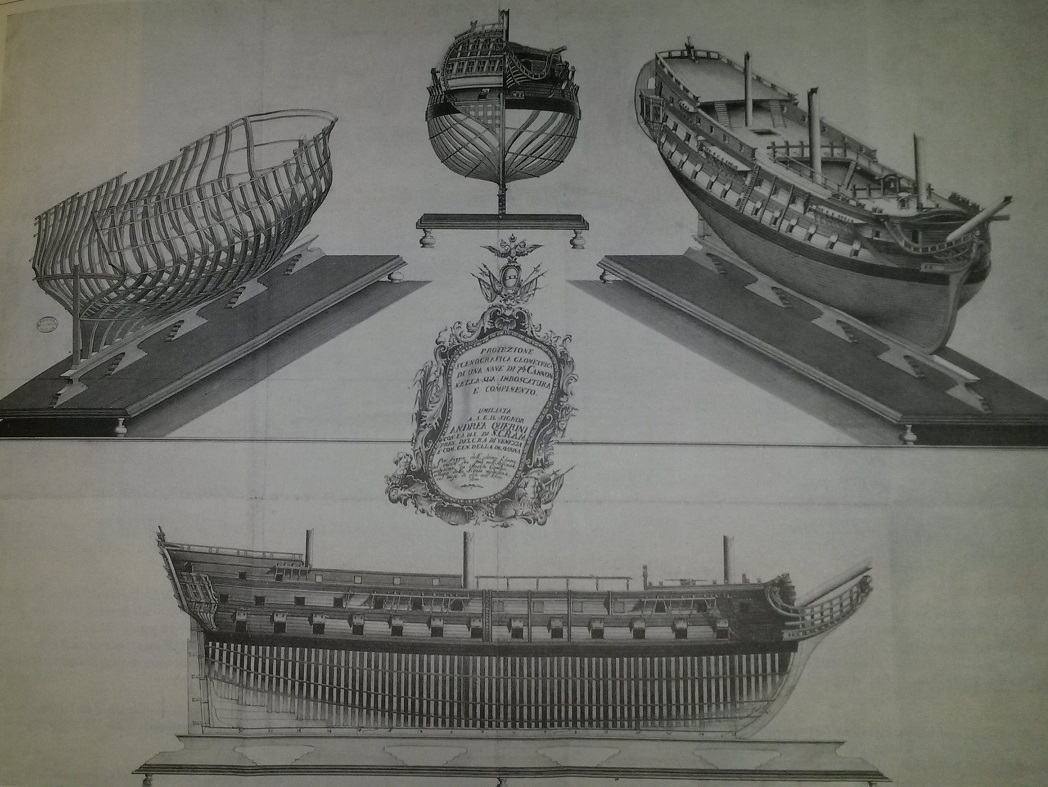
Vascello veneziano classe Leon Trionfante, stampa del tardo XVIII secolo.

L'impero ottomano era il più probabile avversario della Serenissima, nel 1715 per esempio, alla dichiarazione di guerra con Venezia, Janin HogiaCapitan Pascià uscì dai Dardanelli con 58 navi a vele quadre, tra Barbaresche, Turche ed Egiziane, 5 burlotti, 30 galere, 60 galeotte e numerosi bastimenti da carico e trasporto truppe, in appoggio ad un esercito che marciava sulla Morea che comprendeva quasi 100.000 uomini. I vascelli turchi non dovevano sottostare ai bassifondi della laguna, e potevano quindi essere costruiti largheggiando in materiali e con dimensioni maggiori, per esempio le "sultane" turche (così erano chiamati i vascelli turchi dai veneziani) di I° rango all'inizio del '700 erano da almeno 84 cannoni, ed erano stati sperimentati diversi vascelli da più di 100 cannoni, fino ad arrivare al Mahmudiye del 1829, uno dei vascelli a vela più grandi mai costruiti, con ben 128 cannoni. La squadra turco ottomana, di base a Istanbul o dintorni, aveva in genere 30 vascelli in mare, il resto della flotta ottomana era composto dalla squadra egiziana (nel '700 sempre meno numerosa) e dai vascelli forniti dai vassalli barbareschi, soprattutto Tunisi, Algeri e Tripoli. Le reggenze barbaresche fornivano all'impero vascelli di piccola mole, in genere tra i 44 e i 58 cannoni, mentre verso la fine del '700 si resero sempre più indipendenti e, contemporaneamente, passarono dalla produzione di vascelli a quella di fregate e sciabecchi. L'impero ottomano era un avversario notevole, ma non era l'unico possibile: la politica navale di Francia e Gran Bretagna in Mediterraneo poteva farsi aggressiva, contro questi avversari Venezia era impotente, viceversa poteva far la voce grossa con le altre potenze italiane (Savoia, Toscana e Stato Pontificio ebbero marine più piccole nel corso del '700, mentre il Regno delle due Sicilie si rafforzò) e con Malta, mentre l'impero Austro-Ungarico, che era un difficile avversario commerciale e pessimo vicino, era battibile dal punto di vista navale, ma formidabile sulla terraferma. La strategia navale veneziana doveva poi tenere conto anche della situazione maltese, l'ordine degli ospedalieri era uno dei migliori alleati di Venezia in caso di guerra con l'impero ottomano, ma un pessimo vicino in tempo di pace, specie nel '600, proprio perché Venezia commerciava con i potentati mussulmani. Infine, come ulteriore complicazione strategica, mentre le sette provincie unite diminuirono la loro presenza navale nelle acque del Mediterraneo le forze navali russe iniziarono ad essere una presenza costante e significativa, a tratti aggressiva nei confronti anche di Venezia e delle sue colonie in Grecia.
La cantieristica militare veneziana ebbe un punto di debolezza notevole nel voler continuare a costruire navi ad ordinata singola, o unica, fin verso il 1775, quando Olanda, Francia e Gran Bretagna adottarono già a fine '600 l'ordinata doppia, seguite nel primissimo '700 da Spagna (che già le impiegava occasionalmente anche nel '600), Portogallo e potenze baltiche (Russia, Danimarca-Norvegia e Svezia). L'ordinata singola rimase normale, però, in Italia, a Malta e nell'impero Ottomano fino circa alla metà del '700, quindi Venezia fu in ritardo notevole verso le grandi potenze nord-europee, ma relativo verso i suoi vicini più prossimi. Certamente le unità veneziana ad ordinata singola del '700 erano costruite in maniera differente da quelle di metà '600, per esempio le ordinate del vascello Giove fulminante del 1667 erano spesse 8 dita veneziane (circa 17 cm), mentre quelle del Leon trionfante (varato nel 1718) erano spesse 12 dita veneziane (circa 26 cm, contro i 34 cm minimi per un vascello di metà '700 con ordinate doppie, però le unità con ordinate doppie maggiori arrivarono ad 80 cm di larghezza o poco più) e dotato di abbondanti costolature di rinforzo fino alla linea di galleggiamento. Le ordinate doppie, oltre a rendere più resistente e rigido lo scafo, permettendogli di resistere meglio alle intemperie, fungevano da "corazza" contro i proiettili d'artiglieria. In compenso lo scafo delle unità varate dall'arsenale era piuttosto moderno, o quantomeno molto idrodinamico malgrado il basso pescaggio; con forme a goccia dopo il Leon trionfante. Dopo il 1736 il costruttore Marco Nobili introdusse, anzi, metodi "geometrici" e "scientifici" nella progettazione degli scafi, anche se ancora decisamente imperfette, tanto che la classe San Carlo Borromeo risultò insicura, con frequenti perdite del timone con mare mosso, la capoclasse scomparve in mare in un fortunale con tutto l'equipaggio e si dovette riprogettarla per estremizzare meno le forme dello scafo.
Un punto di forza fu la precoce sostituzione della civada e della controcivada con fiocco e controfiocco, che determinò, con largo anticipo su altre tradizioni cantieristiche (50 anni sulla Francia, ad esempio), l'eliminazione della "palmetta" di prua, dal 1749 circa. Questo rendeva le unità veneziane più marine in tempesta, e più resistenti alle cannonate subite in prua. La marina veneziana iniziò ad usare modifiche alla velatura (come ad esempio il boma) e a rivestire lo scafo in rame con un minimo ritardo rispetto alla marina britannica.
L'elevata proporzioni delle unità navali tenute non in mare ma negli scali (o squeri in veneziano), ad un diverso grado di approntamento, derivava da una precisa scelta strategica; anzi da una tradizione strategica che risaliva al primo '500, quando Venezia decise di dotarsi di una riserva navale di galere pronte a prendere il mare trattenute però in darsene chiuse in arsenale. Con l'armata grossa pensò di riproporre questo tipo di scelta, con un successo minore. Infatti malgrado alcuni vantaggi notevoli (le unità conservate in "squeri" dotati di tetto e pronte al varo invecchiavano ogni 5 anni quanto invecchiava in un anno un'unità in mare) il sistema aggirava senza risolvere due gravi problemi. Il primo era che il tempo di approntamento dei vascelli era enormemente superiore a quello di una galera, e questo anche in caso (non molto frequente) che il vascello in deposito all'Arsenale fosse "finito" per la parte di opera viva e morta (e non a percentuali comprese tra il 10% e il 70% come era più diffuso). Infatti il vascello, dopo il varo, doveva essere dotato di alberatura e armamento, oltre che di zavorra, in un processo che si svolgeva in parte in laguna, in parte in arsenale, in parte a Malamocco, richiedendo sovente anche 6-7 mesi per essere pronto a prendere il mare, contro le poche settimane di una galea cinquecentesca. Inoltre era impossibile varare e armare a due vascelli nel medesimo giorno, mentre Venezia riusciva tranquillamente a farlo con le sue galere cinquecentesche. Il secondo era che l'Armata Grossa veneziana, spesso costituita da meno della metà dei vascelli in teoria disponibili in arsenale, era ben inferiore ai 27 vascelli su 3 divisioni di 9 (considerati il minimo per affrontare la flotta turco ottomana in condizioni di relativa parità), questo rendeva difficile, una volta cominciata la mobilitazione e la veloce ultimazione dei vascelli in arsenale, il reclutamento dei marinai e degli ufficiali necessari per far funzionare la flotta ingrandita. Anzi la marina veneziana non era in grado, con ogni probabilità, di arrivare alla piena mobilitazione, perché non era in grado di reclutare in tempi brevi gli 11.000 uomini necessari al funzionamento dell'armata grossa al completo, visto che si era abituata a funzionare con meno di 4.000.
Le proporzioni tra vascelli in Arsenale e in Acqua furono quasi sempre favorevoli ai primi: dopo la fine della seconda guerra di Morea (1719) vi erano 35 vascelli in mare (uno dei massimi raggiunti dalla flotta veneziana, anche se molti erano piuttosto piccoli) e 8 in cantiere, ma negli anni di pace successivi la scelta del sistema dei depositi in arsenale fu netta; 22 tra vascelli e fregate in mare e 12 in arsenale nel 1730, 18 in mare e 16 in arsenale nel 1733, 15 in mare e 18 in arsenale nel 1740, 10 in mare e 17 in arsenale nel 1744, 7 in mare e ben 24 in arsenale nel 1755, 11 in mare e 20 in arsenale dal 1756 al 1760, 11 in mare e 18 in arsenale dal 1765 al 1767, quando quelli in arsenale salirono a 20, 7 in mare e 16 in arsenale nel 1777, 10 in mare e 12 in arsenale nel 1780, 15 in mare e 21 in arsenale nel 1797. In pratica la marina "di legno" veneziana rimaneva grande e potente (anche se solo sulla carta, visto che diversi vascelli in arsenale erano costruiti solo al 10% e ci sarebbero voluti anni per vararli e porli in servizio), mentre quella di "sangue e vele" era ridotta per evidenti risparmi di spesa. Inoltre i vascelli, costruiti con esasperante lentezza, per poterne disporre sempre diversi quasi ultimati, venivano ad essere varati con chiglie vecchie di 10, 20 o anche 30 anni, su disegni costruttivi e progetti che erano spesso una rielaborazione di quanto fatto a inizio '700, impedendo un ricambio tipologico e tecnologico che, verso la fine del secolo, si era fatto decisamente necessario. Comunque la scelta di mantenere dei vascelli in cantieri coperti, quasi finiti e pronti a prendere il mare, fu copiata (ma con numeri ben minori) anche da diverse marine (Francia, Regno Unito, USA) nel primo XIX secolo.

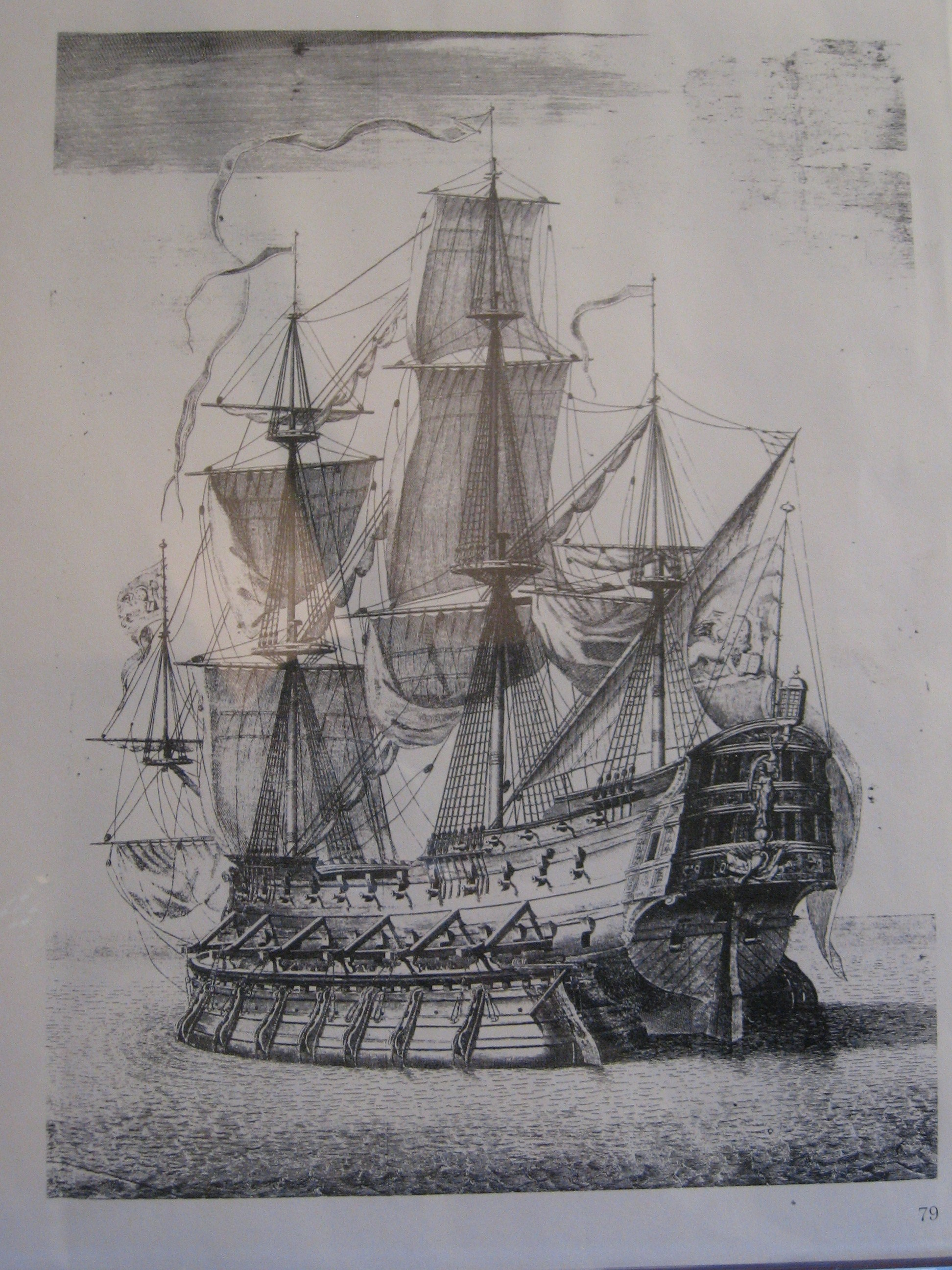
Vascello Veneziano con Cammello per fondali poco profondi. XVII secolo

### L'artiglieria navale veneziana tra metà '600 e fine '700.
Se gli scafi delle unità veneziane erano differenti, in positivo e in negativo, rispetto a quelli delle similari unità straniere, l'armamento rimase un problema e un limite per la flotta veneziana, appena avvertibile nel primo '700, radicale alla fine della repubblica. Dalla fine del XVII secolo non furono più varati vascelli di 1° e 2° rango (intesi alla veneta) con armamento del ponte di batteria di 20 libbre veneziane (paragonabili a 13 libbre britanniche, la libbra veneziana è di 301 g. quella britannica di circa 453 g.) mentre nel corso del XVIII secolo anche quelli da 30 libbre veneziane (paragonabili alle 19 libbre britanniche) caddero in disuso nel I° ponte di batteria (detto "corridoio" nella marineria veneta) dei principali vascelli di linea, ma rimasero di uso comune sui vascelli di 3° rango e sulle fregate pesanti. Diventarono standard, invece, i cannoni lunghi da 40 libbre (circa 26 libbre britanniche, paragonabili grossomodo ai cannoni da 24 libbre francesi). Con una sola eccezione non furono però adottati (eccetto che a livello teorico per i mai varati vascelli "classe 1780") i cannoni da 50 libbre veneziane (inferiori ai cannoni da 36 libbre francesi, erano però di poco superiori ai 32 libbre britannici). Se nel primo '700 (ed ancor di più nella seconda metà del '600) era abbastanza comune vedere vascelli (spesso ad ordinata singola) armati con cannoni relativamente leggeri, questa situazione mutò rapidamente, specie nei vascelli con più di 64 cannoni. In effetti anche Venezia, sulla spinta del provveditore Fabio Bonvicini, considerò l'idea di un vascello da 76 cannoni potentemente armato, con cannoni da 50 libbre sul primo ponte di batteria, si trattava del Corona, impostato nel 1709, varato nel 1711 e posto in disarmo nel 1728, senza essere replicato come capoclasse. Questa idea, di un vascello da una settantina di cannoni, ma di calibro molto elevato e strutture potenti, si impose negli anni immediatamente successivi nelle marine europee. Prima con il Dauphin Reale (1735) francese (un 74 cannoni) e con il Princessa spagnolo (da 70 cannoni varato nel 1730, da cui fu derivata una classe), poi con la tipologia "74 cannoni" francese, che in varie sottoclassi e varianti dominò la marina francese per un secolo dopo il primo varo nel 1743, affiancata da i due ponti da "80 cannoni" dell'anno successivo. I 70-74 cannoni pesanti portavano pezzi da 32-36 libbre sul primo ponte di batteria, mentre i vascelli da 80 cannoni oltre ai 36 libbre francesi di 489,5 g. sul primo ponte, portavano i 24 libbre sul secondo. Si trattava cioè di pezzi d'artiglieria molto potenti e incomparabili con i 40 libbre veneziani, oltretutto i vascelli veneziani portavano pezzi da 20 libbre (veneziane, grossomodo 13 libbre britanniche) sul secondo ponte, quando andava generalizzandosi l'uso di pezzi da 18 libbre anche sui secondi ponti dei vascelli più leggeri. Questa tipologia di vascelli fu molto copiata in tutt'Europa, soprattutto dopo che il Princessa fu catturata dai britannici nel 1740 (e armata con i 32 libbre che divennero standard in questa marina), seguita poi da diversi 74 cannoni (a cominciare dall'Invincibile francese nel 1747). Anzi anche il Regno delle due Sicilie (durante il ministero di Lord Acton), un soggetto politico prossimo a Venezia, la Russia (che inviava dopo il 1770 numerose squadre in mediterraneo) e l'impero Ottomano vararono nel corso della seconda metà del '700 vascelli di queste tipologie. Per comprendere quanto cambiarono la guerra navale queste costruzioni basti considerare che la flotta francese nel 1718 schierava in linea solo 164 cannoni da 36 libbre, che erano saliti a 452 nel 1741, 986 nel 1756, 1.046 nel 1777 e addirittura 2.484 nel 1786.
I vascelli veneziani erano già più piccoli di quelli di questi rivali (in genere due ponti da 70 o 66 cannoni) ed armati con cannoni paragonabili a quelli che venivano montati sulla tipologia "leggera" dei vascelli francesi, i "64 cannoni" armati con pezzi da 24 libbre grosse sul primo ponte di batteria. I francesi vararono 61 esemplari di questo genere di navi tra il 1735 e il 1779, giudicandoli però sempre meno adatti al combattimento di linea, e considerandoli obsoleti dagli anni '70 (e varandone ancora qualcuno solo come unità da destinare ai porti a basso fondale delle colonie), mentre anche la Gran Bretagna (che ne varò 43 esemplari) prese a giudicarli superati anche se varò l'ultimo di questa classe nel 1787. Viceversa i migliori vascelli veneziani del tardo '700 erano proprio i classe Fama da 66 cannoni, mentre i "classe 1780", che furono varati dai francesi solo dopo la caduta dell'arsenale, erano, per armamento, paragonabili ai Princessa del 1730, più che ai 74 cannoni più moderni (come i classe Sannita della marina napoletana), ed anzi i francesi giudicarono queste unità inadatte ai loro pezzi da 36 libbre, riducendosi ad armarle con i più leggeri 24. Inoltre nel tardo '700 la Gran Bretagna varava anche vascelli di IV° rango, da 50 cannoni, con pezzi da 24 libbre nel primo ponte di batteria (mentre nel primo '700 i vascelli da 50 cannoni portavano, sovente, pezzi da 18 libbre), ed aveva adottato, dal 1770 circa, le carronate, che richiedevano un terzo dell'equipaggio e pesavano un terzo dei cannoni lunghi di pari calibro, pur essendo ugualmente potenti a corta gittata (ma inutili alle distanze maggiori). Furono anzi utilizzate anche carronate da 42 e 68 libbre britanniche.
In realtà, sin dal 1684 Sigismondo Alberghetti, maestro fonditore della Serenissima, aveva studiato una vera e propria "arma segreta" per la flotta veneziana, si trattava dei Canon per tirar Bombe (detti anche "cannoni di nuova invenzione") da 120 e 210 libbre veneziane (corrispondenti grossomodo a 79 e 132 libbre britanniche). Questi pezzi ricordavano, quando sparavano palle di pietra o metallo, le carronate del secolo successivo, ma potevano sparar anche proiettili cilindrici, a lunga gittata, con una carica esplosiva (con spoletta a miccia e non ad impatto). Sulla carta erano un'arma rivoluzionaria, avanti di più di un secolo sulle altre artiglierie europee, e paragonabili agli obici-cannoni navali Paixhans del 1823. In pratica così non fu, usati operativamente nella fase finale della prima guerra di Morea (soprattutto dopo il 1696, quando i prototipi del 1684 iniziarono ad essere replicati) e nella seconda guerra di Morea, ottennero scarsi risultati, sia perché i proiettili esplosivi, considerati pericolosi, quasi non furono impiegati, sia perché erano considerate delle vere "armi segrete", montate sui vascelli veneziani solo in tempo di guerra, e con parsimonia, per evitare che cadessero in mano al nemico. Quindi gli artiglieri (e gli ufficiali) veneziani erano i primi a non essere addestrati sin dal tempo di pace ad un'arma sulla carta così diversa da un normale cannone. Per varie ragioni non ottennero alcun tipo di risultato eclatante, né cambiarono in modo radicale le tattiche navali come i loro successori Paixhans. Questi pezzi d'artiglieria avevano dei formidabili detrattori già all'epoca, per esempio Jacob Richards, Sergente generale dell'artiglieria veneziana, nel 1698 ne sconsigliò l'adozione, ricordando quanto si fossero rivelate pericolosi gli obici e le bombarde montate sui vascelli francesi e britannici nei decenni precedenti, e criticando anche la forma cilindrica dei proiettili. Prima che le sue critiche venissero accantonate si era perso molto tempo, e la maggior parte dei proiettili prodotti fu di pietra o a palla piena, visto che le perplessità per i proiettili esplosivi erano più che condivise dagli ufficiali navali veneziani (molti vascelli nella guerra d Candia e nella prima guerra di Morea erano esplosi per incendio della Santa Barbara o per accensione accidentale delle cariche di lancio). Inoltre i contemporanei discutevano se questi cannoni fossero un buon investimento, perché i proiettili cilindrici consumavano più rapidamente e usuravano la canna, o almeno questa era l'oppinione dominante. Solo dopo il 1690 i primi pezzi iniziarono ad essere usati in battaglia, il 20 settembre di quell'anno 20 vascelli veneziani incontrarono 25 vascelli ottomani e 6 vascelli barbareschi nelle acque di Mitilene, 12 dei vascelli veneziani montavano 6-8 pezzi da 120 libbre di "nuova invenzione". L'uso fu relativamente deludente anche perché i migliori ammiragli veneziani presenti, che apprezzavano il cannone, lo interpretavano "a modo loro". Infatti Bonvicini e Duodo fecero usare i pezzi solo con palle piene e solo a distanza molto ravvicinata, come fossero carronate (e con successi discreti, ma tutt'altro che irresistibili). Invece i pochi tiri che avvennero a proiettili esplosivi (forse poco più di una decina) furono tirati comunque a distanza ravvicinata e i proiettili esplosivi o non detonarono, o detonarono dopo aver attraversato lo scafo ed essere usciti dall'altro lato. Nella seconda guerra di Morea, ed in particolare durante la battaglia di Corfù (8 luglio 1715) questi cannoni furono estesamente impiegati (montandone anche 8, invece di 6, su ogni vascello, ed usando anche quelli da 210 libre sul castello di prua), ma sempre a palle piene e a corto raggio, con risultati altalenanti e non poche critiche da parte di diversi ufficiali veneziani.
Le due caratteristiche di questi cannoni più rivoluzionarie erano il proiettile cilindrico esplosivo, che appunto vide scarso impiego in mare, e il procedimento di tornitura industriale con cui il proiettile stesso era costruito, che garantiva un vento di 2,9 mm tra la canna (liscia) e il proiettile, una caratteristica molto positiva, visto che in genere i cannoni dell'epoca avevano un vento di almeno 7,5 mm, mentre le migliori carronate del secolo successivo avevano un vento di 3,7 mm. Unite alle rivoluzionarie tavole di tiro di Alberghetti avrebbero potuto garantire un tiro di precisione verso bersagli navali a 3.500 metri (per i 120 libbre) e addirittura 5.000 metri (per i 210 libbre), in teoria precisissimi, lo erano molto meno (considerata la scarsa velocità del proiettile) se le unità navali nemiche erano in rapido movimento, il congegno di tiro "continuo" escogitato dall'Alberghetti era però davvero notevole e anticipatore sui tempi. Purtroppo verso il 1750-1760 questi cannoni, già tolti dalle navi in tempo di pace, caddero in disuso nella marina veneziana.
In aggiunta bisogna ricordare che anche la marina ottomana, la principale avversaria di quella veneta, seguì un percorso, per buona parte del '600 e del '700, anomalo nell'evoluzione della propria artiglieria navale. Sviluppò infatti vascelli a tre ponti con cannoni da 16, 12 e 7 okka (corrispondenti grossomodo a 45, 34 e 20 libbre britanniche, quindi particolarmente pesanti) con canna leggermente più corta dei loro omologhi europei, e palla preferibilmente in pietra invece che in metallo (per avere palle più maneggevoli e leggere), affiancati da cannoni corti da 44 okka (125 libbre), anche questi anticipatori delle carronate. I vascelli ottomani, durante le due guerre di Morea, avevano un peso di bordata in media superiore ai loro rivali veneti, anche se un volume di fuoco in genere leggermente più basso.

### La riforma della marina di Angelo Emo e le ultime operazioni navali
A partire dal 1750 i vascelli dell'Armada veneziana adottarono, su decisione del Senato, una nuova colorazione avendo i fianchi dipinti a bande orizzontali gialle all'altezza del portelli dei cannoni, alternate a bande nere tra i portelli di un ponte e quelli sottostanti.
Nel tentativo di rivitalizzare, riformare e riorganizzare la marina da guerra nel marzo 1775 fu convocata una "Conferenza" per analizzare lo stato della Marina da guerra e per proporre una serie di interventi. A tale conferenza presero parte i tre Provveditori all’Armar Michele Grimani, Stefano Magno e Galeazzo Dondi dell’Orologio e i Capitani Straordinari delle Navi Francesco Grimani, Angelo Marcello, Jacopo Nani e Angelo Emo. Quest’ultimo curò la redazione della Scrittura sul sistemare la marina da guerra in cui eravi il cav. Emo e dettata dal cav. Emo stesso, che si presentò come un’accorata e sincera denuncia dei problemi che affliggevano la Marina veneziana, indicando i possibili interventi da effettuare.

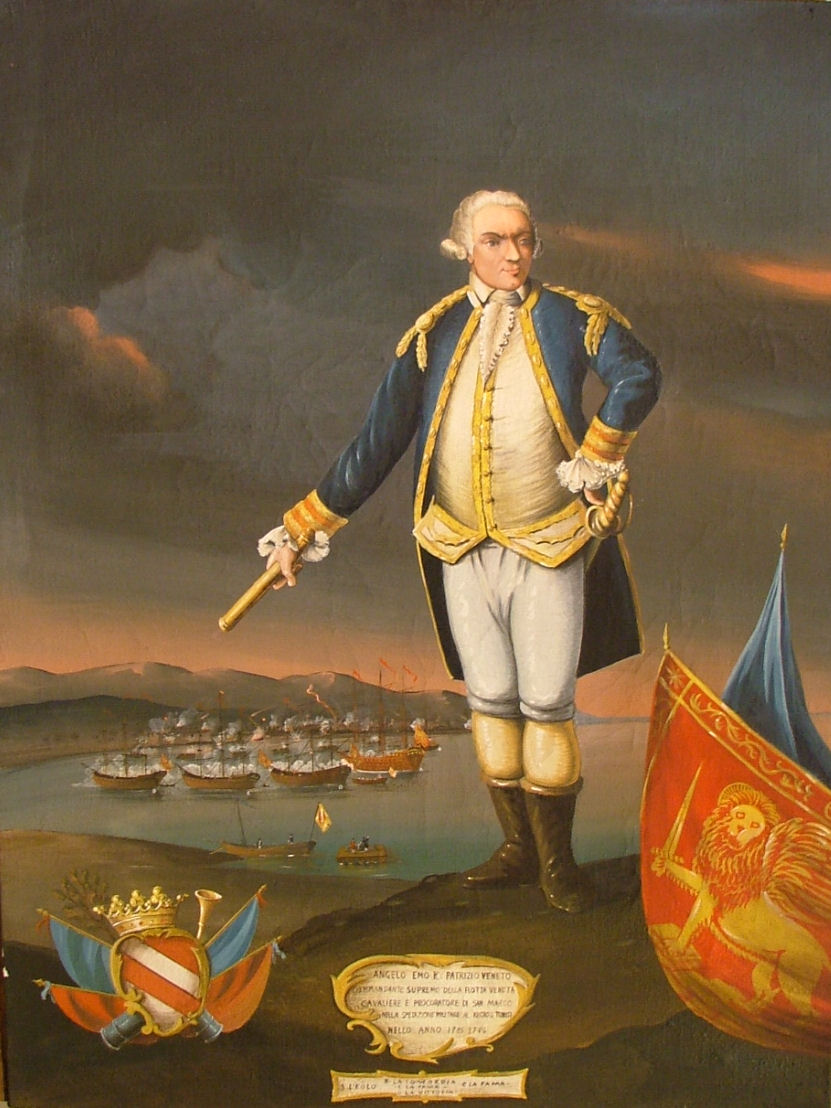
Angelo Emo nella spedizione militare al Regno di Tunisi 1785-1786

In particolare Angelo Emo denunciò con forza (ma con scarso successo) il basso numero di uomini imbarcati sulle navi veneziane come uno dei maggiori limiti della marina, e indicò nel modello britannico un possibile rimedio. Nella flotta veneziana, infatti, per risparmiare sulle paghe, si era proceduto ad una continua riduzione degli uomini imbarcati, infatti nel 1711 un vascello di primo rango di 70 cannoni imbarcava, esclusi gli ufficiali e i sottufficiali, gli specialisti dell'arsenale, i simioti, i cuochi e i sopranumerari, 200 marinai (e quasi altrettanti fanti da mar, i soldati, a Venezia come in altri paesi nel '600, erano fondamentali per il maneggio delle artiglierie), nel 1720 li ridusse a 150 (di norma un terzo dei quali greci o albanesi), nel 1739 a 140 e nel 1755 a 131 (con vascelli di secondo rango che arrivarono a 93 marinai e fregate con solo 76 uomini d'equipaggio marinaresco). Questo quando anche le minori potenze navali imbarcavano su un vascello da 70 cannoni circa 340-380 in tempo di pace. Secondo gli ordinamenti francesi del 1780 un vascello da 64 cannoni doveva avere un equipaggio di 377 in tempo di pace e 538 in tempo di guerra, di cui almeno 288 erano marinai semplici. Dopo un breve dibattito Angelo Emo e gli altri riformatori riuscirono a spuntare molto meno di quanto chiedevano, portando gli equipaggi dei vascelli di 1° rango a 170, quelli di secondo a 130 e le fregate a 90 (sempre uniti a due compagnie di fanti sui vascelli, una sulle fregate, da 120/100 uomini ciascuna). Inoltre i marinai veneziani erano pagati molto meno di quanto non fossero quelli stranieri, e la paga non era erogata direttamente dallo stato, ma tramite il capitano (e non erano rare le malversazioni e le trattenute indebite). Anche qui l'aumento delle paghe fu di poche lire al mese (un po' meglio andò ad ufficiali e sottufficiali, anche per eliminare i peggiori abusi, mentre fu tolta la panatia e il cibo fu erogato gratuitamente ai marinai), mentre se ne attribuì il controllo (anche se mediato dallo scrivano) allo stato. Un'altra pratica che la commissione chiedeva di cambiare era quella relativa alla nomina degli ufficiali. Lo stato infatti si limitava a nominare il capitano (quasi sempre si trattava di sudditi dell'Albania veneziana, dei porti del basso Adriatico, anche se non mancavano istriani, veneziani e greco cattolici) e il segretario (talvolta anche il pilota, che era il secondo ufficiale di bordo), incaricando al capitano di reclutare a suo giudizio l'intero equipaggio, inclusi gli altri ufficiali e i "basi ufficiali" (cioè i sottufficiali). Nelle maggiori marine europee dell'epoca era normale che il capitano di vascello scegliesse una parte dei suoi ufficiali (anche se non sempre era possibile), ma solo all'interno delle liste approvate dalla marina stessa, con gradi ed avanzamenti decisi dallo stato (spesso per anzianità nei gradi elevati, per esami e/o merito in quelli inferiori e intermedi). Nel caso veneziano invece il capitano aveva piena ed ampia facoltà di scegliere chiunque, anche completamente digiuno di mare, spesso su logiche nepotistiche o amicali, quasi con piena licenza di coprire malversazioni, abusi, incapacità o assenteismo. 

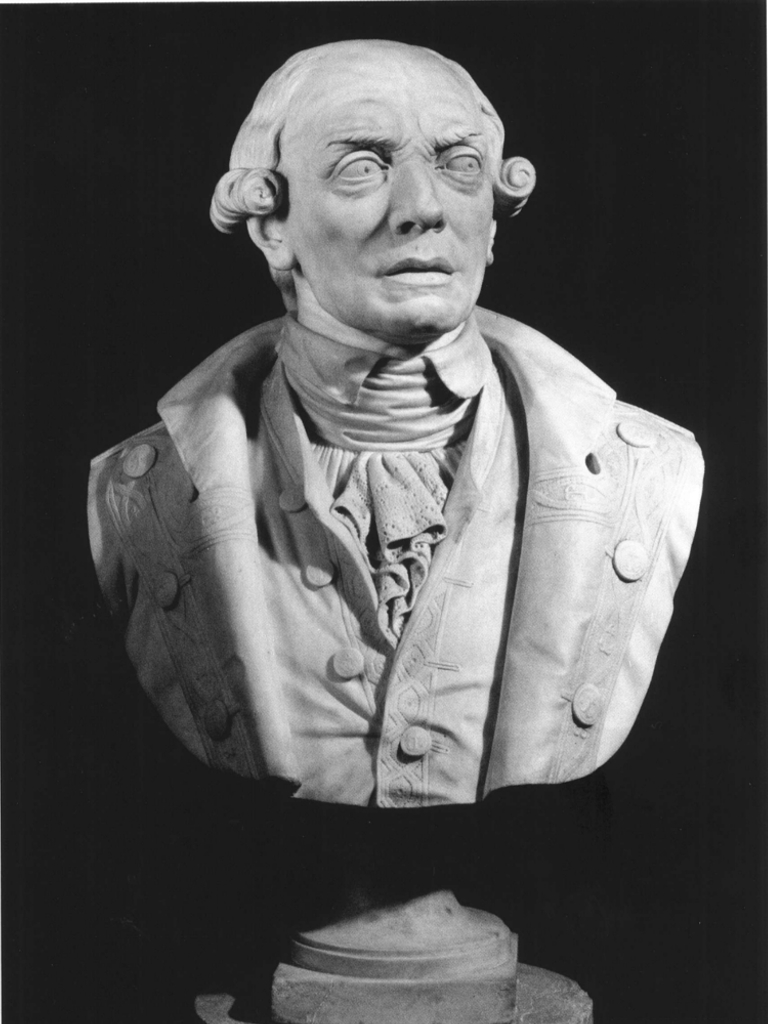
Busto di Angelo Emo. Istituto Veneto di Scienze Lettere ed Arti

La commissione chiese innanzi tutto che su ogni unità venissero imbarcati 2-4 allievi ufficiali (detti "pilotini" o "cadetti") che integravano il corpo ufficiali (molto ridotto: capitano, pilota/vicecapitano, 3 ufficiali di manovra e pilotaggio, un nocchiere di sola manovra e due bassi ufficiali come il nostromo, dediti al controllo dell'equipaggio). Questi potevano essere promossi solo dopo almeno 3 anni di servizio e al raggiungimento di 20 anni d'età, per esami e dopo essersi dimostrati idonei, e solo tra questi si sarebbero potuti nominare gli ufficiali. Potevano essere arruolati a 14-15 anni (con una maggiorazione di paga tra i 18 e i 20 anni, se imbarcati), i figli di capitani militari e mercantili avrebbero avuto la preferenza, ma l'arruolamento era libero. Inoltre gli ufficiali imbarcati erano divisi in 5 gradi: capitano, primo, secondo, terzo e quarto "piloto", in modo che la gerarchia di bordo fosse più chiara, e i passaggi di grado seguissero un più rigido cursus honorum, che richiedeva verosimilmente una decina d'anni di servizio, oltre che esami precisi, per la promozione a capitano. Anche i nocchieri avrebbero potuto aspirare alla promozione a piloti, permettendo quindi una via d'accesso "dai ranghi" e non solo come cadetti, ma dopo un rigido esame e 6 anni minimo nei ranghi come nocchiere. Inoltre si andava a riformare tutta la materia dei bassi ufficiali, il reclutamento di chirurghi e di altre figure. Non si andava invece ad innovare su una delle più antiquate e superate regole della marina veneziana, e non sarebbe stato possibile fare altrimenti: Venezia era una nazione aristocratica, il grado di capitano di vascello era prestigioso, ma il vero capo di una nave (almeno in teoria) non era un marinaio, ma il Governatore della Nave, ovvero un gentiluomo aristocratico, di nomina politica, scelto (di solito per 36 mesi) tra gli esponenti del patrizato veneziano.
Al Governator di Nave erano chiesti solo 4 anni di pratica come gentiluomo di nave (o giovane nobile) imbarcato. Proporre l'unificazione di questo grado, di politico e "dilettante", con quello di un vero grado militare da capitano di vascello (come si stava cercando di fare) era impossibile per la repubblica di Venezia, perché contrario alla sua natura di stato aristocratico. Un altro limite delle riforme fu la mancanza di un sistema di reclutamento chiaro per le ciurme, in cui si recuperasse la tradizione delle leve navale (di "scapoli") abbandonata a metà '600. Non esistevano cioè, a Venezia, metodi coercitivi per reclutare i marinai dell'armata grossa, come invece era stato ai tempi delle flotte di galere e come era comune in Francia, Spagna, Svezia, Danimarca e Regno Unito (anche se con modelli differenti, dal registro delle leve navali francesi, o Système de classes di Colbert del 1670 riformato variamente come "Inscription maritime", alle press-gang e ala coercizione per contee perfezionato nel "quota system"). Era un problema poiché, grossomodo, quando la flotta veneziana schierava una decina di unità (poniamo 4 vascelli di primo rango, 4 di secondo e 2 fregate) in tempo di pace necessitava di circa 1.600 marinai (almeno un terzo dei quali non sudditi veneti, e reclutati per scelta deliberata tra i sudditi ottomani, albanesi e greci, in modo da complicare il reclutamento in Adriatico della potenza rivale) e 3.200 soldati imbarcati (per lo stesso motivo spesso "schiavoni", ovvero slavi balcanici), ma non appena mobilitava fino a 30 unità aveva un fabbisogno di 5.800 marinai e 11.000 soldati; inoltre come faceva notare la commissione di Emo, il numero di marinai era troppo scarso, mentre quello di militari (che sapevano forse far funzionare un cannone, ma pativano il mare) era troppo alto, ed anzi conveniva invertire le proporzioni (complicando però il reclutamento, perché i soldati potevano essere assunti anche nei Balcani interni, in Svizzera e Grigioni, Baviera e Germania, Francia, Olanda o negli stati italiani, mentre i marinai dovevano essere gente di mare).
Il vento delle riforme "illuministiche" dell'ultimo quarto del '700 fu, pur con i suoi limiti, notevole. Nel 1776 Pietro Paresi fu nominato ammiraglio dell'arsenale, inaugurando una stagione di cauto ma deciso riformismo nell'architettura navale e nella scelta dei materiali. Nel 1774 fu approvata l'istituzione di un corso di architettura navale ("Studi fisico-matematici relativi alla naval architettura", con scelta illuministica i corsi erano aperti alla "gioventù" e non solo ai figli delle maestranze dell'arsenale), tenuto dal riformatore Don Gianmaria Maffioletti, che iniziò i suoi corsi nel 1777, ponendosi progressivamente come corso d'avanguardia europeo per lo studio dell'idrodinamica. Emo e Paresi ottennero, nel 1780, la messa in opera di unità di "nuova costruzione" ovvero vascelli costruiti ad ordinata doppia, come le fregate leggere classe Palma ("fregatine" da 32 cannoni nella terminologia veneziana, prima unità varata nel 1784) e i vascelli di secondo rango/fregate grosse da 66 cannoni classe Fama (prima unità varata nel 1784), l'8 giugno 1782 ben 5 unità di nuova costruzione, con una cerimonia pubblica che sanciva la riforma e la rinascita dell'arsenale, furono impostati il medesimo giorno (4 da 66 cannoni e 1 da 70 classe "1780" che però sarebbe stato varato solo dopo l'arrivo dei francesi, indice che la strategia di mantenere a lungo le unità negli squeri per risparmiare non era stata abbandonata), mentre nel 1783 iniziava a funzionare la macchina per laminare il rame per ricoprire gli scafi, con solo una ventina d'anni di ritardo sulla gran bretagna. Numerose rimanevano però le unità ad ordinata singola che invecchiavano in cantiere o venivano varate per sostituire quelle demolite, senza che l'ordinata doppia si affermasse, e senza che entrassero in servizio unità con cannoni da 50 libbre (e men che meno con cannoni da 60, limitati nella marina veneziana come pezzo di caccia delle galere).

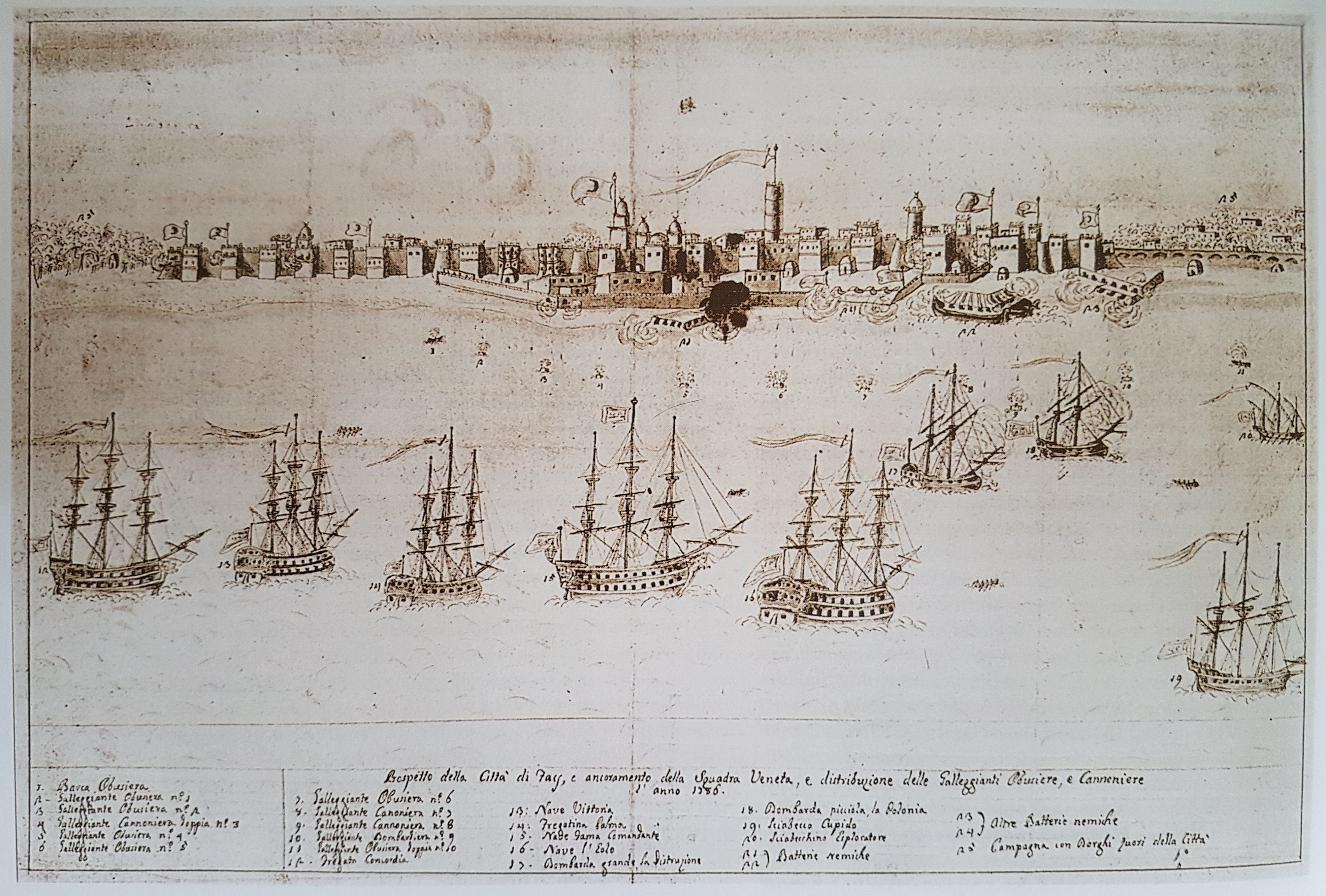
Bombardamento della città di Sfax (Tunisia) operato dalla flotta di Angelo Emo negli anni '80 del Settecento. Stampa dell'epoca.

A partire dal 1784, nel corso della guerra contro la Reggenza di Tunisi (1783-1792), Emo condusse le unità dell'Armata Grossa in una serie di operazioni militare contro i pirati barbareschi. Il 21 giugno di quell'anno una squadra navale veneziana, al comando del Capitano Straordinario delle Navi Emo, salpò dal canale di Malamocco per recarsi a combattere nelle acque della Tunisia. Essa era composta dal vascello da 70 cannoni Forza (ammiraglio Giovanni Moro), dalla fregata grossa da 66 cannoni Fama (nave ammiraglia), dallo sciabecco Tritone, dalle bombarde Distruzione e Polonia, e dalla galeotta Esploratore. Raggiunta Corfù il giorno 26 luglio, alla squadra si unirono altre tre navi: la fregata Concordia e gli sciabecchi Cupido e Nettuno. Nel 1785-1786, rinforzata dai vascelli da 74 cannoni Vittoria e Eolo, e dalle fregate Cavalier Angelo e Palma, la squadra navale veneziana eseguì bombardamenti contro Susa, Sfax, La Goletta e Biserta. Nell'ottobre del 1786 il Senato ordinò ad Angelo Emo di portare le forze navali a Corfù e concentrare la sua azione contro i pirati barbareschi e di Dulcigno che insidiavano le Isole Ionie. L'anno seguente i predoni furono debellati ed Emo restituì al libero commercio le acque di Santa Maura, Cefalonia e Zante. Solo una parte delle sue unità navali, al comando del Partona delle Navi Tommaso Condulmer, continuò a controllare il mare di Tunisi. Tommaso Condulmer assunse, infatti, il comando di tre fregate incrociando ancora in quelle acque fino alla fine dell'anno.

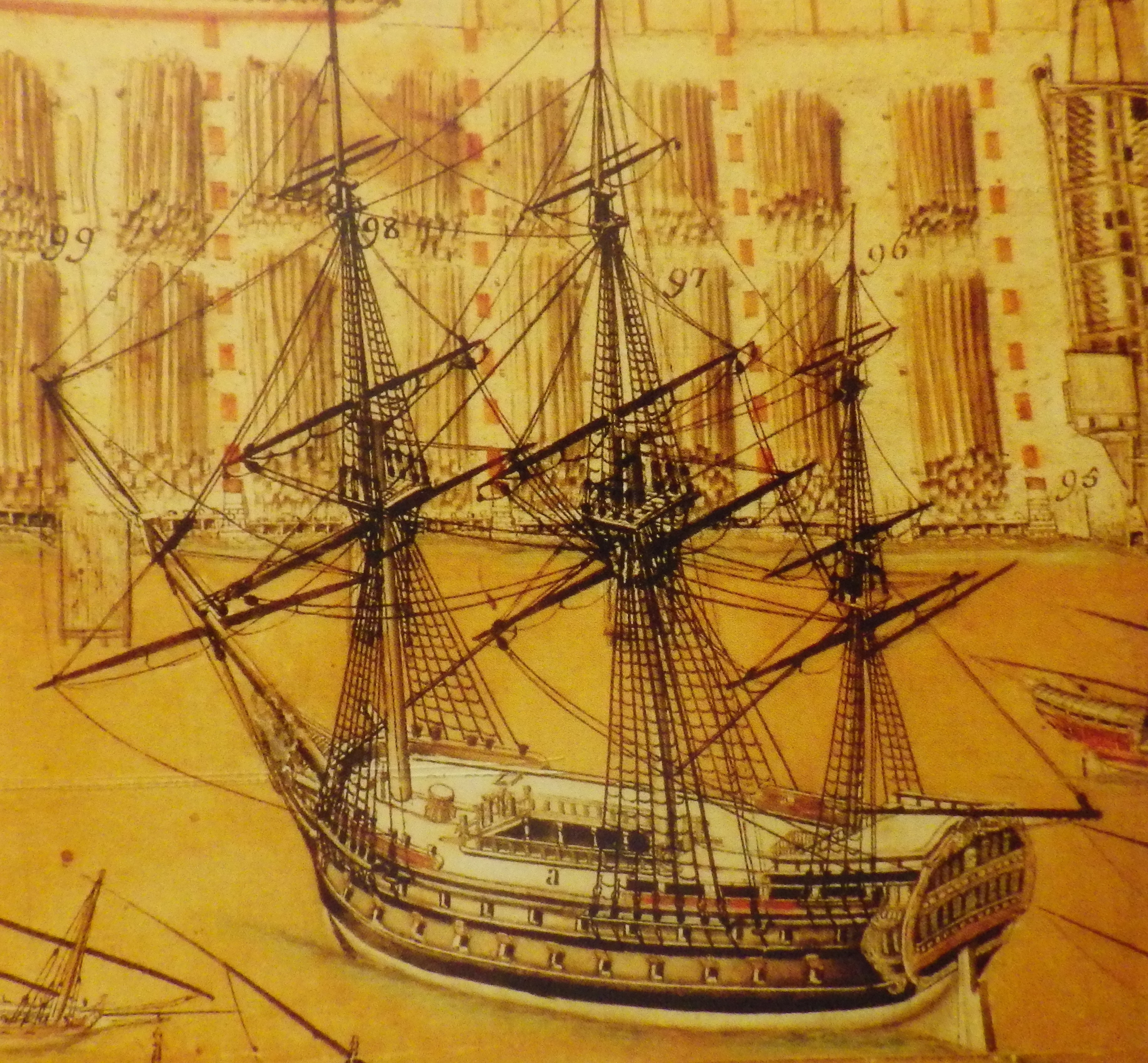
Vascello veneziano Vittoria nell'Arsenale di Venezia. Dettaglio di una stampa di Gianmaria Maffioletti rappresentante l'Arsenale nel maggio del 1797, appena prima delle spoliazioni napoleoniche.

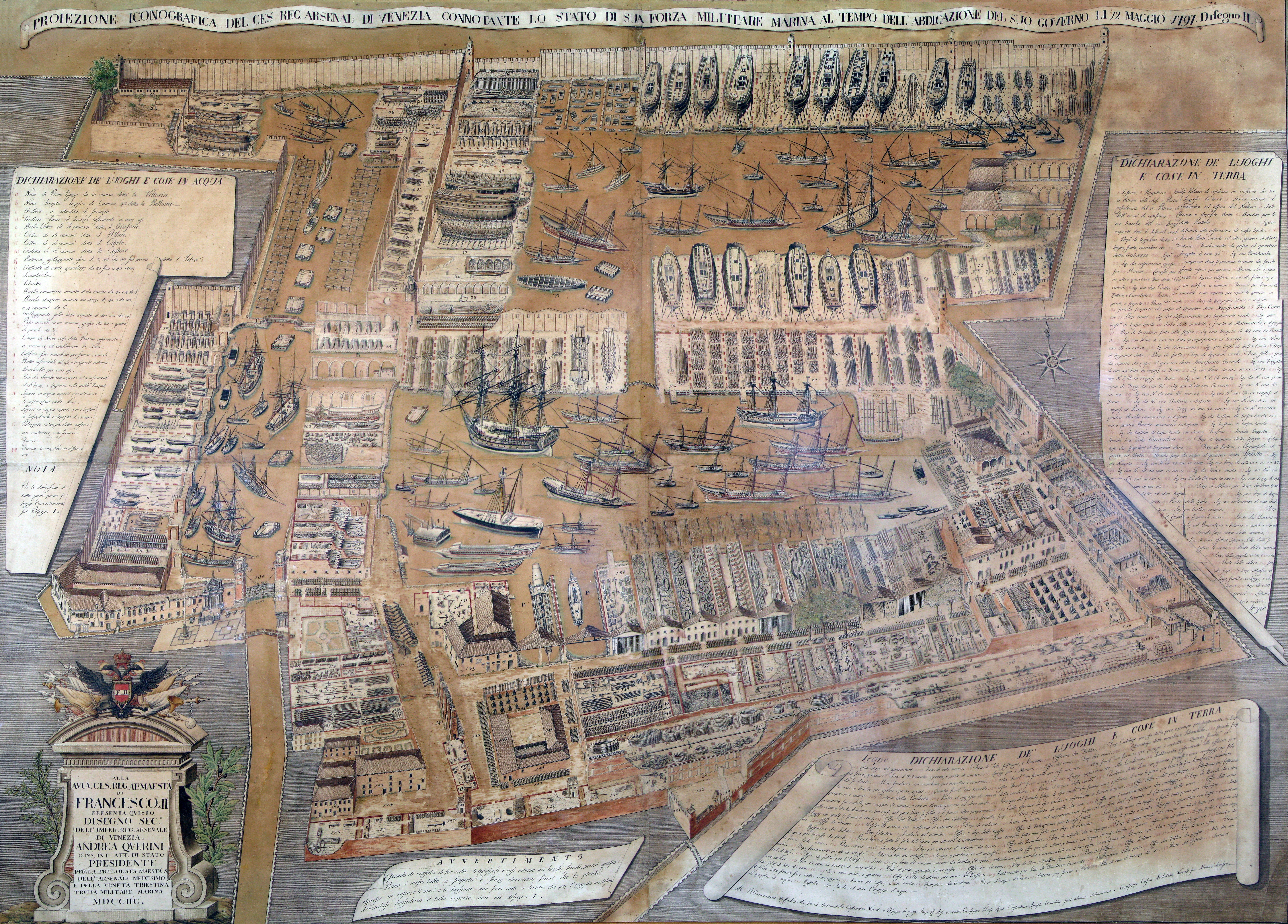
Stampa raffigurante l'Arsenale di Venezia nel maggio del 1797, appena prima delle spoliazioni napoleoniche, di Gianmaria Maffioletti.

Promosso contrammiraglio Condulmer alzò la sua insegna sulla fregata grande da 56 cannoni Sirena, ed al comando di una piccola squadra navale, tra il 1787 e il 1792 eseguì numerose missioni nelle acque tra la Sardegna e la Tunisia. Venuto a conoscenza della morte di Emo, avvenuta a Malta il 3 marzo 1792, Condulmer partì immediatamente per questa destinazione assumendo il comando dell'Armata Grossa di stanza a Corfù. Quale viceammiraglio, nella duplice veste di comandante e diplomatico, Condulmer condusse i negoziati di pace con Hammudà, bey di Tunisi: gli esiti dei colloqui, condotti sulla base di previsioni già autorizzate ad Angelo Emo, furono approvati dal Senato veneziano il 23 marzo 1792 e portarono alla firma dei preliminari di pace del 30 aprile 1792. Il 18 maggio dello stesso anno Condulmer scese dalla sua nave e, ben accolto dal popolo tunisino, firmò la nuova pace tra Venezia e Tunisi, che fu ratificata dal Senato tre mesi dopo. Per aver concluso la pace con il Cantone di Tunisi fu nominato Cavaliere dell'Ordine della Stola d'oro, Innalzò la sua insegna sul vascello da 74 cannoni Vittoria riprendendo ad incrociare nelle acque del Mediterraneo, spingendosi fino in Algeria con una piccola squadra navale formata dal vascello Vittoria, dalle fregate Medusa e Palma e dal brigantino Giasone.

### La fine dell'Armata Grossa
Il 2 giugno 1796, con l'approssimarsi del pericolo dovuto all'inizio della campagna d'invasione dell'Italia da parte delle truppe francesi al comando del generale Napoleone Bonaparte il Senato veneziano istituì la carica di Provveditore alle Lagune e ai Lidi che fu affidata a Jacopo Nani. Condulmer lasciò il comando dell'Armata Grossa a Leonardo Correr, che fu l'ultimo Capitano Straordinario della Navi in servizio con la Repubblica di Venezia.
Nel maggio 1797 la flotta veneziana contava ancora ben 214 unità in servizio, tra cui 35 di primo e secondo rango di cui 14 in servizio attivo e 21 in fase di costruzione. 
Dopo la caduta della Repubblica di Venezia, avvenuta il 12 maggio 1797, all'atto i francesi si impadronirono dell’Arsenale, della Flottiglia Lagunare e della Divisione della Sacca di Piave, coi vascelli Eolo, Vittoria e Galatea, la fregata grossa Minerva, la fregata leggera Bellona e la corvetta Aquila. Tre navi e 15 unità sottili furono utilizzate per il trasportare del corpo di occupazione franco-cisalpino a
Corfù, dove il 28 giugno il provveditore da mar Carlo Aurelio Widmann consegnò le unità della Divisione del Levante, con altre 9 navi di primo e secondo rango. Si trattava dei vascelli Medea, San Giorgio e Vulcano, fregate grosse Fama, Palma e Gloria Veneta, fregate leggere Cerere, Medusa e Brillante.
Dodici delle 14 navi “in armamento”, con equipaggi veneti e ufficiali francesi, furono incorporate nella marina francese, assegnando ai sei vascelli nomi di generali caduti durante la Campagna d'Italia: Dubois, Causse, Robert, Banel, Sandos, Frontin) e alle fregate nomi delle recenti vittorie riportate dall’Armée d’Italie al comando di Bonaparte (Mantoue, Leoben, Montenotte, Lonato, Lodi, Rivoli). Dal 23 luglio al 29 ottobre furono inoltre varati in Arsenale altri 3 vascelli, uno da 74 (Laharpe), e due da 66 (Stengel e Beyrand) e 2 fregate (Muiron e Carrère), usciti in mare tra il 2 novembre e il 18 dicembre 1797.
L'ultima nave ad innalzare in mare il Gonfalone di San Marco fu la fregata Pallade al comando di Luc'Andrea Corner, il quale la auto-affondò a Cagliari nel novembre del 1797 pur di non lasciarla nelle mani dei francesi.

### Annotazioni
1. ↑  Si trattava di navi in cui la propulsione era data dalle vele latine e dai vogatori, e il cui pescaggio non superava i due metri.
2. ↑  Non è precisamente conosciuto il costo totale del conflitto, che comunque superò certamente la ragguardevole cifra di 100 milioni di ducati, per toccare forse i 125-150 milioni. da Cfr. B.N.M., Ms. It. cl. VII, 1594 (7710), c. 29v; A. Zannini, Burocrazia e burocrati a Venezia in età moderna: i cittadini originari (sec. XVI-XVIII), Istituto Veneto di Scienze, Lettere e Arti, Venezia 1993, p. 255.
3. ↑  Il costo di un mercantile noleggiato poteva arrivare a 25.000 ducati annui, tanto quanto una nuova nave costruita presso l'Arsenale.
4. ↑  Le continue guerre in Europa non rendevano sempre disponibili navi mercantili da noleggiare.
5. ↑  Tutta Venezia si aspettava una rapida e risolutiva vittoria navale, in quanto nessuno voleva attuare una strategia di logoramento contro i turchi, avendo come contraltare gli spettacolari successi riportati da Francesco Morosini nella guerra anfibia condotta in Morea con l'ausilio della Armata Sottile.
6. ↑  Al comando del Governator di Nave Nobiluomo Tommaso Condulmer.
7. ↑  Secondo l'autore Girolamo Dandolo l'ammiraglio Emo fu quasi certamente avvelenato, e tra i più probabili mandanti dell'assassinio cita proprio il Condulmer, insieme all'aiutante di bandiera dell'ammiraglio Emo, Jacopo Parma, che sarebbe stato l'autore materiale del delitto.
8. ↑  Sugli scali dell'Arsenale si trovavano, in varie fasi costruttive, 13 vascelli da 74 e 66 cannoni, 6 fregate grosse da 66 cannoni, 2 fregate leggere, 3 galee, 1 bombarda, 2 cutter e 8 cannoniere.

### Fonti
1. 1 2 3  Colasanti 2014, p. 4.
2. 1 2 3  http://www.veneziamuseo.it/ARSENAL/schede_arsenal/vascelli.htm.
3. 1 2 3 4  Zampieri 2011, p. 125.
4. 1 2 3  Guido Candiani, Lo sviluppo dell’Armata grossa nell'emergenza della guerra marittima, testo della relazione tenuta al convegno Geostrategia e potere marittimo nel Mediterraneo in età moderna: Venezia, Malta e Impero Ottomano, VII giornata di studio, Venezia 27 ottobre 2001.
5. ↑  I due ultimi galeoni costruiti presso a Venezia furono il Padre Eterno e il Santa Maria Torre del Mar.
6. 1 2 3 4 5 6  Zampieri 2011, p. 126.
7. ↑  F. Fox, Hired Men-of-War, 1664-7, in Mariner's Mirror, vol. 84 (1998), pp. 13-25 e pp. 152-172.
8. 1 2 3 4  Zampieri 2011, p. 127.
9. ↑   Guido Ercole, Vascelli e fregate della Serenissima. Navi di Linea della Marina Veneziana 1652-1797, Trento, Gruppo modellistico trentino, 2011,  pp. 31 e ss,, ISBN 978-88-905651-4-4.
10. ↑  Levi 1896, p. 19.
11. ↑  Levi 1896, p. 21.
12. 1 2 3 4  Zampieri 2011, p. 128.
13. ↑  L. Firpo (a cura di), Relazioni di Ambasciatori Veneti al Senato, Vol. XIII, Costantinopoli (1590-1793), Torino 1984, relazione di Giacomo Querini datata 6 giugno 1676, pp. 966-967 (907-981).
14. ↑  Frasca 2012, p. 33.
15. 1 2 3 4  Zampieri 2011, p. 129.
16. 1 2 3 4 5  Frasca 2012, p. 36.
17. ↑  Frasca 2012, p. 35 , l'isola fu presa dopo due confuse battaglie combattute il 9 e 19 febbraio 1695.
18. 1 2 3  Ercole 2006, p. 128.
19. 1 2  Zampieri 2011, p. 130.
20. ↑   Guido Ercole, Vascelli e fregate della Serenissima, Navi di Linea della Marina veneziana, 1652-1797, Trento, Gruppo modellistico trentino, 2011,  p. 42, ISBN 978-88-905651-4-4.
21. ↑   Guido Ercole, op. cit., 2011,  pp. 217 e ss..
22. ↑   Guido Ercole, op. cit.,  p. 94.
23. ↑   Guido Ercole, op. cit., 2011,  p. 83.
24. ↑   Antonio Martinelli, La lunga rotta per Trafalgar, Il conflitto navale anglo-francese 1688-1805, Bologna, Il Mulino, 2005,  p. 53, ISBN 88-15-10546-8.
25. ↑   Guido Ercole, op. cit., 2011,  p. 184.
26. ↑   Mario Nani Mocenigo, Storia della Marina veneziana, da Lepanto alla caduta della repubblica. vol II, Vittorio Veneto, Dario de Bastiani, 1935, ristampa 2011,  p. 318, ISBN 978-88-8466-217-0.
27. ↑   Guido Ercole, op. cit., 2011,  pp. 144-146.
28. ↑   Guido Ercole, op. cit., 2011,  p. 147.
29. ↑   Guido Ercole, op. cit., 2011,  pp. 156-157.
30. ↑   Per questi dati si veda Guido Ercole,, op. cit., 2011.
31. ↑   Guido Ercole, op. cit., 2011,  pp. 77 e ss..
32. ↑   Guido Candiani, I cannoni navali di nuova invenzione di Sigismondo Alberghetti, in Quaderno SISM, 2014, "Naval History", "Naval History. La SISM ricorda Alberto Santoni”,.
33. ↑   Vincenzo Polizzy, Esame delle palle cilindriche per uso di cannoni, Napoli, 1783.
34. ↑   G. Candiani, op. cit. 2014..
35. ↑   Guido Candiani, op. cit. 2014.
36. ↑  Tale colorazione venne adottata anche dalla Royal Navy, su pressione esercitata da Lord Nelson, a partire dal 1795.
37. 1 2  Zampieri 2011, p. 123.
38. ↑   Mario Nani Mocenigo, Storia della marina Veneziana vol. II, Godega di S. Urbano, Dario de Bastiani, prima ed. 1935, ristampa anastatica 2011,  p. 365, ISBN 978-88-8466-217-0.
39. ↑   Mario Nani Mocenigo, op. cit., 2011,  pp. 375-377.
40. ↑   Guido Ercole, op. cit., 2011,  pp. 170-171.
41. ↑   Guido Ercole, op. cit., 2011,  pp. 180 e ss..
42. ↑  Dandolo 1855, p. 36.
43. 1 2  Cau 2011, p. 158.
44. ↑  Dandolo 1855, p. 37.
45. ↑  Dandolo 1855, p. 38.
46. ↑  Cau 2011, p. 164.
47. ↑  Formata dalla fregate Pallade (c.v. Leonardo Correr), Sirena e Brillante, dallo sciabecco Cupido, e dalle galeotte Agile, Aletta, Azzardo, Comandante e Tisiffone.
48. 1 2  Cau 2011, p. 175.
49. 1 2  Dandolo 1855, p. 39.
50. ↑  Cau 2011, p. 171.
51. ↑   Riccardo Caimmi, Spedizioni navali della Repubblica di Venezia alla fine del Settecento, Bassano del Grappa, Itinera Progetti, 2018,  p. 152, ISBN 978-88-88542-93-5.
52. ↑  Cau 2011, p. 176.
53. 1 2  Dandolo 1855, p. 196.
54. ↑  Dandolo 1855, p. 164.
55. ↑  Suddivise tra la Divisione della sacca di Piave di stanza a Venezia, e quella del Levante di stanza a Corfù.
56. ↑  Levi 1896, p. 50.
57. 1 2 3  Levi 1896, p. 39.
58. ↑  Levi 1896, p. 38.
59. 1 2  Levi 1896, p. 40.
60. 1 2 3 4 5 6  Levi 1896, p. 41.
61. ↑  Levi 1896, p. 42.
62. ↑  Guido Ercole, op. cit., 2011, p. 255.

### Periodici
- Paolo Cau, Gli ultimi quindici anni della Marina Veneta nei documenti dell'Archivio di Stato a Cagliari, in Le armi di San Marco, Verona, Storia Italiana di Storia Militare, 2011.
- Francomario Colasanti, Il “Camellaggio” e le procedure di armamento dei vascelli veneziani di primo rango, in Il Lagunare, n. 35, Mestre, Rivista dell'Associazione Lagunari Truppe Anfibie, dicembre 2014.
- Paolo Del Negro, La politica militare veneziana nel 1796-1797, in Le armi di San Marco, Verona, Storia Italiana di Storia Militare, 2011.
- Francesco Zampieri, Angelo Emo e la riforma della marina veneziana, in Le armi di San Marco, Verona, Storia Italiana di Storia Militare, 2011.